# Stéfanos Tsitsipás
Stéfanos Tsitsipás (grec moderne : Στέφανος Τσιτσιπάς), né le 12 août 1998 à Athènes, est un joueur de tennis grec, professionnel depuis 2018.
Premier joueur grec à entrer dans le top 100 en 2017, il a remporté douze tournois en simple dont le Masters en 2019 et le Masters 1000 de Monte-Carlo en 2021, 2022 et 2024. Ses meilleurs résultats dans les tournois du Grand Chelem sont une finale à Roland-Garros en 2021 et à l'Open d'Australie 2023, à chaque fois perdue face à Novak Djokovic. Son meilleur classement ATP est une troisième place atteinte pour la première fois en août 2021.

## Biographie
Son père, Apóstolos Tsitsipás, est grec, né près de Kardítsa, et sa mère est la joueuse de tennis soviétique puis grecque, Julia Salnikova, née à Moscou du joueur de football Sergueï Salnikov. Ses parents travaillent durant toute son enfance comme professeurs de tennis au Palace Astir, un hôtel de luxe situé à Vouliagméni, une banlieue touristique, comptant moins de 6 000 habitants à l'époque où le jeune Stéfanos y vivait.
Stéfanos Tsitsipás est l’aîné d'une fratrie de quatre enfants, ayant deux frères, Pétros, né le 27 juillet 2000, et Pávlos, ainsi qu’une sœur, Elisávet, tous joueurs de tennis.
Grâce à ses parents, Stéfanos Tsitsipás commence le tennis très tôt. Récemment[Quand ?], il a déclaré : « Ma première passion pour le tennis est apparue montrée[Quoi ?] à l'âge de 3 ans. » Il dit aussi : « Mon premier souvenir remonte à trois ans et je tapais des balles avec mon père entre deux cours de tennis. Je me souviens de moi bébé regardant des matchs à la télévision. Je ne peux pas vous dire qui jouait mais je me souviens que je regardais. ».
À l'âge de six ans, il commence ses cours de tennis dans le club Glyfáda. Son premier coach se nommait Giórgios Spiliopoulos. Tsitsipás a dit à ce propos : « Mon premier entraîneur était Giórgios Spiliopoulos, qui m'apprit l'importance du sport, de la discipline, de l'éthique de travail, et de la bonne technique sur le court. C'était très important pour moi d'avoir un coach humble comme lui qui me donnait les bonnes étapes et me dirigeait avec son savoir depuis le début. »
Peu après, Stéfanos Tsitsipás dut changer d'entraîneur, et continua son apprentissage sous les conseils de Giórgos Fountoukos.
Si, enfant, il pratiquait aussi le football et la natation, le tennis eut toujours le plus d'importance à ses yeux. Son père se souvient que c'est Stéfanos lui-même qui a choisi le tennis, rappelant que son fils, après un tournoi en Normandie à l'âge de neuf ans, s'est réveillé au milieu de la nuit avant de venir le voir pour lui dire qu'aimant la compétition et les défis, il voulait devenir joueur de tennis.
En plus des langues de ses parents, le grec et le russe, Tsitsipás parle couramment l'anglais. Il supporte l'équipe de football du AEK Athènes FC. Il a créé une chaine YouTube pour mettre en ligne des vidéos de ses voyages. Il réside dans la principauté de Monaco.

### Vie privée
Depuis juin 2023, il est en couple avec la joueuse de tennis espagnole, ex-numéro 2 mondiale, Paula Badosa.

## Carrière

### Parcours junior et débuts professionnels
Stéfanos Tsitsipás est repéré par Patrick Mouratoglou et intègre son académie de tennis en 2015. Il déclare à propos de l'Académie Mouratoglou : « J'ai eu la chance d'être approché par Patrick Mouratoglou à l'âge de quatorze à quinze ans. Je pense que la plupart de mon succès est venu de faire partie de la Mouratoglou Tennis Academy. Cela m'a beaucoup aidé à grandir en tant que joueur de tennis et à voir le tennis avec une autre perspective. C'est vraiment difficile d'aller au tennis professionnel et de rester en Grèce. »
Chez les juniors, il s'illustre dans un premier temps en atteignant la finale de l'Orange Bowl en 2014 et 2015. En 2016, il remporte plusieurs tournois tels que le trophée Bonfiglio qui lui permet de devenir no 1 mondial, puis le tournoi de Wimbledon junior en double, où il est demi-finaliste en simple, et enfin les Championnats d'Europe à Klosters en 2016.
Sur le circuit professionnel, il a gagné 5 tournois Future en simple et 6 en double. Il termine l'année 2016 à la 209e place avec 2 finales perdues en Challenger.
En septembre 2017, Stéfanos Tsitsipás remporte son premier tournoi Challenger à Gênes contre Guillermo García-López après avoir écarté Jan-Lennard Struff en quart. Il joue plusieurs tournois ATP à partir du mois de septembre et sort à chaque fois des qualifications. Il perd à trois reprises d'entrée puis atteint le deuxième tour du Masters de Shanghai après avoir éliminé Karen Khachanov, 40e mondial. Il se révèle lors du tournoi d'Anvers où il écarte successivement Pablo Cuevas (33e), Ivo Karlović (51e) et David Goffin (10e), atteignant ainsi les demi-finales. À la suite de ce résultat, il devient le premier joueur grec à faire son entrée dans le top 100 du classement ATP.

### 2018. Révélation: finaliste à Barcelone et en Masters 1000 à Toronto, premier titre à Stockholm et victoire lors du «Next Gen ATP Finals»

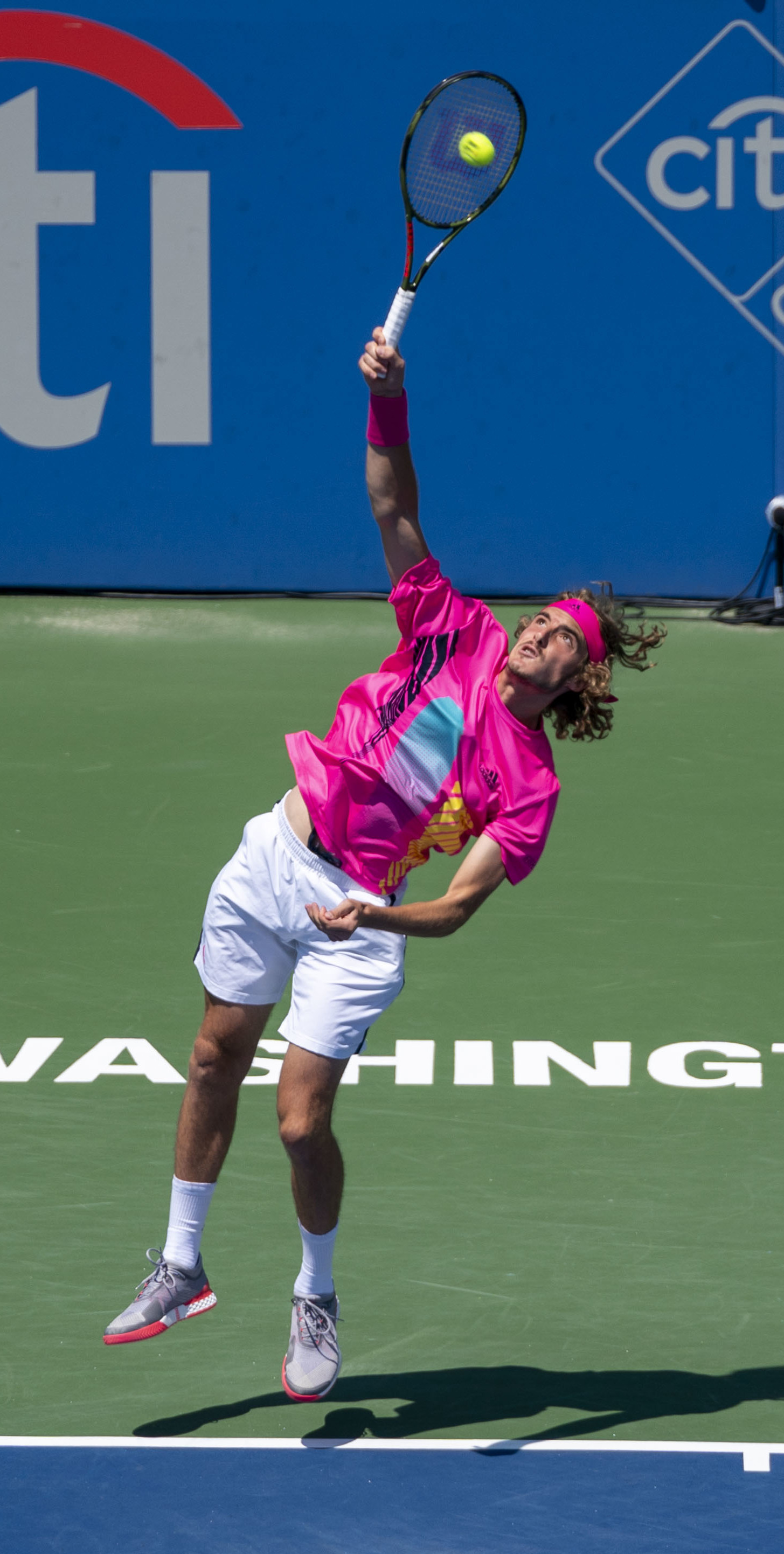
Tsitsipás au service lors du tournoi de Washington en 2018.

Stéfanos Tsitsipás commence sa saison 2018 par le tournoi de Doha. Il sort des qualifications puis atteint les quarts de finale après avoir éliminé Florian Mayer et Richard Gasquet. Il atteint encore les quarts de finale au tournoi ATP 500 de Dubaï après avoir notamment battu Philipp Kohlschreiber.
Sur terre battue, au tournoi ATP 500 de Barcelone, il bat Diego Schwartzman (6-2, 6-1), Albert Ramos-Viñolas (6-4, 7-5), puis le 7e mondial Dominic Thiem (6-3, 6-2) en 1 h 22 et Pablo Carreño Busta (7-5, 6-3) au bout d'1 h 35 de jeu pour se qualifier pour sa première finale ATP à 19 ans. Il devient le premier joueur grec en finale d'un tournoi ATP depuis Nicky Kalogeropoulos en 1973. Épuisé de sa semaine, il s'incline (2-6, 1-6) en 1 h 18 contre le no 1 mondial, Rafael Nadal. Cette performance le fait rentrer dans le top 50 à la 44e place.
Il enchaîne au tournoi ATP 250 d'Estoril avec une demi-finale en battant la tête de série no 1 Kevin Anderson au second tour (63-7, 6-3, 6-3) alors 8e mondial, avant de chuter face au futur vainqueur du tournoi João Sousa. Puis il perd d'entrée au Masters 1000 de Madrid face à Evgeny Donskoy. La semaine suivante, il passe un tour au Masters 1000 de Rome avant de perdre face à Juan Martín del Potro (5-7, 3-6).
Il commence Roland-Garros par une victoire face au qualifié espagnol Carlos Taberner (7-5, 65-7, 6-4, 6-3) puis perd face au futur finaliste de l'épreuve, le 8e mondial Dominic Thiem (2-6, 6-2, 3-6, 2-6).
Sur gazon, il commence par le tournoi de Bois-le-Duc où il est tête de série no 5. Il bat successivement John-Patrick Smith puis Malek Jaziri avant de perdre face à Richard Gasquet futur vainqueur du tournoi (62-7, 64-7). Il passe un tour à Halle où il bat la tête de série no 5 Lucas Pouille.
À Wimbledon, il est tête de série no 31 et il bat le qualifié Grégoire Barrère (6-3, 6-4, 63-7, 7-5), Jared Donaldson (6-3, 6-2, 3-6, 4-6, 6-3) et Thomas Fabbiano (6-2, 6-1, 6-4), avant de chuter en huitième de finale face au 10e mondial, John Isner futur demi-finaliste du tournoi (4-6, 68-7, 64-7). C'est la première fois qu'il atteint la seconde semaine d'un tournoi du Grand Chelem.
Il commence la tournée américaine à l'Open de Washington. Tête de série no 10, il élimine Jared Donaldson, James Duckworth avant de battre David Goffin tête de série no 3 en deux sets (6-3, 6-4) en quart de finale. Il est battu par la tête de série no 1, 3e mondial, et futur vainqueur du tournoi Alexander Zverev en demi-finale (2-6, 4-6).
Il enchaîne au Masters 1000 du Canada où il bat au premier tour Damir Džumhur (6-3, 7-63). Il bat ensuite le 8e mondial, Dominic Thiem (6-3, 7-66) et le 10e mondial, Novak Djokovic (récent vainqueur de Wimbledon) en huitièmes de finale (6-3, 65-7, 6-3) après 2 h 17 de jeu. En quart de finale, il affronte à nouveau Alexander Zverev (3e mondial) qu'il bat pour accéder pour la première fois en demi-finale d'un Masters 1000 (3-6, 7-611, 6-4) après 2 h 27 d'une rencontre à rebondissements. C'est également la première fois qu'un joueur aussi jeune bat trois membres du top 10 dans un même tournoi depuis Rafael Nadal en 2006. Il accède ensuite à la finale en battant le 6e mondial, Kevin Anderson en 3 sets accrochés (64-7, 6-4, 7-67) après 2 h 47 de jeu, ce qui lui vaut de faire aussi bien que Jo-Wilfried Tsonga qui avait éliminé 4 membres du top 10 lors de ce même tournoi en 2014. Le 12 août, il perd en finale contre le no 1 mondial, Rafael Nadal en deux sets (2-6, 64-7) au bout d'1 h 43 d'une rencontre commencée qu'à partir du 2e set,. Au classement ATP du 13 août, Tsitsipás entre pour la première fois dans le top 15 et en l'espace d'un an, est passé de la 159e à la 15e place mondiale.
Après une baisse de régime dans les tournois suivants, il réagit au Masters de Shanghai en octobre. Venant à bout sur le fil de Gaël Monfils (7-64, 4-6, 6-4) et du Russe Karen Khachanov (6-4, 7-68), il s'incline (4-6, 61-7) en 1/8 de finale contre le 8e mondial, Kevin Anderson.
En indoor au tournoi de Stockholm, il atteint sa 3e finale de la saison après des victoires sur John Millman en trois sets, puis Philipp Kohlschreiber et Fabio Fognini (6-3, 6-2). Il remporte son 1er titre en carrière face au qualifié Ernests Gulbis (6-4, 6-4) en 1 h 21. À l'Open de Bâle, il atteint les quarts de finale où il retrouve Daniil Medvedev, contre qui il s'incline (4-6, 6-3, 3-6). Il enchaîne avec le dernier Masters 1000 de la saison à Paris-Bercy mais s'incline dès son entrée en lice contre le Bosniaque Damir Džumhur (3-6, 3-6).
Il dispute son dernier tournoi aux Next Gen ATP Finals à Milan réunissant, sous le format du Masters de Londres, les sept meilleurs espoirs du tennis mondial ainsi qu'un invité de 21 ans et moins. En tant que tête de série numéro 1 du tournoi, il finit premier de sa poule en battant Jaume Munar en quatre sets, Frances Tiafoe et Hubert Hurkacz sans en perdre. En demi-finale, il vient à bout difficilement (4-33, 35-4, 4-0, 2-4, 4-32) d'Andrey Rublev après 2 h 10 de jeu. Il remporte cette 2e édition en battant la tête de série numéro 2, Alex de Minaur (2-4, 4-1, 4-33, 4-33) en 1 h 40.

### 2019. Confirmation: demi-finale à l'Open d'Australie, finale à Madrid, 3 titres dont un succès aux ATP Finals
Stéfanos Tsitsipás commence sa saison en représentant la Grèce lors de la dernière Hopman Cup (remplacée dès 2020 par la World Team Cup) associé à María Sákkari. Après une défaite et une victoire en simple, respectivement face à la Grande-Bretagne (68-7, 4-6 contre Cameron Norrie) et les États-Unis (6-3, 63-7, 6-3 contre Frances Tiafoe), il rencontre pour la première fois Roger Federer (qui remportera d'ailleurs sa troisième Hopman Cup à l'occasion) face à la Suisse. Dans un match de haute qualité, il finit par perdre sur le fil (65-7, 64-7). Il enchaîne avec le tournoi de Sydney en pointant à la 15e place mondiale. Exempté de premier tour en tant que tête de série numéro 1, il bat facilement l'Argentin Guido Andreozzi (6-3, 6-4) mais chute en quart de finale (6-4, 4-6, 4-6) contre la tête de série no 8, Andreas Seppi, 37e mondial, qui, malgré ses 34 ans, a été plus efficace au service.

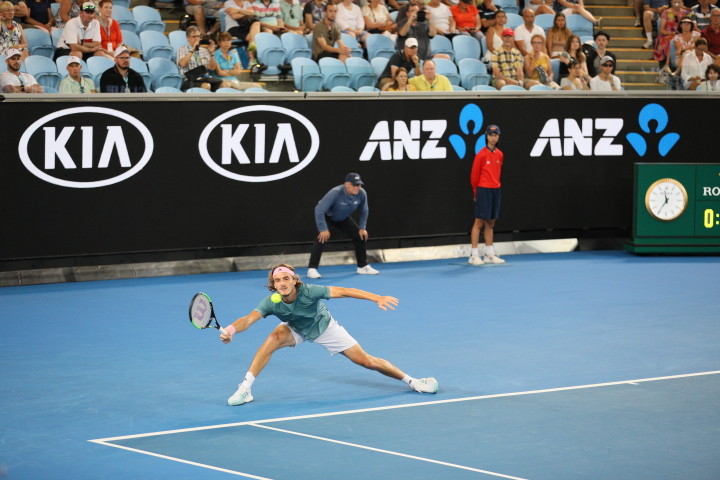
Tsitsipás lors d'un point à l'Open d'Australie en 2019.

Pour son deuxième Open d'Australie, il est tête de série no 14. Il bat l'Italien Matteo Berrettini (63-7, 6-4, 6-3, 7-64), Viktor Troicki (6-3, 2-6, 6-2, 7-5) et Nikoloz Basilashvili (6-3, 3-6, 7-67, 6-4) et se hisse en huitième de finale pour la deuxième fois en Grand Chelem, après Wimbledon en 2018. Il y retrouve Roger Federer, pour une revanche de la Hopman Cup et réalise un exploit en le battant (611-7, 7-63, 7-5, 7-65) au bout de 3 h 45 de combat,. Il confirme en quart de finale, et se défait de l'Espagnol Roberto Bautista-Agut en quatre sets (7-5, 4-6, 6-4, 7-62) après 3 h 15 de jeu,. Prêt pour aller défier Rafael Nadal pour sa première demi-finale en Grand Chelem. Il s'incline cependant lourdement face à l'Espagnol (2-6, 4-6, 0-6) en 1 h 46, mais profite de son beau parcours pour monter à la 12e place mondiale la semaine suivante.
Il reprend début février à l'ATP 250 de Sofia en indoor où il est tête de série no 2. Exempté du premier tour, il bat en huitième de finale Jan-Lennard Struff (7-65, 6-4) mais s'incline au tour suivant contre Gaël Monfils en 1 h 30 (3-6, 65-7). Il enchaîne avec l'ATP 500 de Rotterdam. Tête de série no 3, il affronte au premier tour le Bosniaque Damir Džumhur, 52e mondial contre lequel il perd une nouvelle fois (4-6, 6-1, 5-7) en montrant des signes de lassitude. À Marseille, un autre ATP 250, tête de série no 1, exempté de premier tour, il bat en huitième de finale le Polonais Hubert Hurkacz en deux sets (6-4, 6-2). En quart de finale, il fait de même avec l'Ukrainien Serhiy Stakhovsky (6-4, 6-3) et rencontre en demi-finale la tête de série no 3 David Goffin, qu'il bat (7-61, 6-2) en 1 h 09. En finale, il conclut le tournoi sans perdre un set face au Kazakh Mikhail Kukushkin (7-5, 7-65), remportant son second titre ATP 250. Ce trophée lui permet d'atteindre la 11e place mondiale à l'issue du tournoi.
Le 26 février il est tête de série no 5 au tournoi de Dubaï, un ATP 500 où il affronte au premier tour l'Australien Matthew Ebden qu'il domine en cédant un set (6-4, 3-6, 6-3). Au second tour, il bat facilement le qualifié biélorusse Egor Gerasimov, 155e mondial (6-3, 6-1) pour atteindre les quarts de finale où il rencontre le Polonais Hubert Hurkacz, 77e mondial, tombeur de Kei Nishikori. Il parvient à le battre au terme de trois sets accrochés (7-64, 61-7, 6-1). En demi-finale, il vainc le Français Gaël Monfils, récent vainqueur de l'ATP 500 de Rotterdam, en trois sets très serrés (4-6, 7-6,4, 7-64), s'offrant sa seconde finale en ATP 500, ce qui lui assure de faire son entrée dans le top 10 à l'issue du tournoi. Il est le premier joueur grec de l'histoire à réussir une telle performance. Il s'incline en finale face à Roger Federer (4-6, 4-6).
Le 9 mars, exempté du premier tour au Masters 1000 d'Indian Wells, il commence le tournoi en étant opposé au jeune prodige canadien Félix Auger-Aliassime, récent finaliste de l'ATP 500 de Rio. Commettant un trop grand nombre de fautes directes, il est sèchement battu (4-6, 2-6). Le 24 mars, pour son premier match au Masters 1000 de Miami en tant que tête de série no 8, il bat l'Américain Mackenzie McDonald (7-64, 6-1). Au tour suivant, il se défait de l'Argentin Leonardo Mayer en deux sets (6-4, 6-4) pour aller défier en huitièmes de finale Denis Shapovalov. Terminé à 1 h 40 du matin, le duel de frappeurs où chaque joueur marque cent points, tourne en faveur du Canadien (6-4, 3-6, 63-7). Mais il se console en double, aux côtés du Néerlandais Wesley Koolhof avec qui il atteint la finale, où ils sont battus par les frères Bob et Mike Bryan en deux sets (5-7, 68-7) après avoir eu quatre balles de set dans la seconde manche. À l'issue du tournoi, il devient 8e mondial.
Retour sur les courts le 17 avril au Masters de Monte-Carlo, premier Masters 1000 sur terre battue. Tête de série no 6, exempté de premier tour, il rencontre en seizièmes de finale le Kazakh Mikhail Kukushkin dans une revanche de la finale de l'Open de Marseille disputée en février qu'il remporte en deux sets (6-3, 7-5). Au tour suivant il retrouve le Russe Daniil Medvedev, son meilleur ennemi avec qui il eut une forte altercation à Miami en 2018 qui le bat pour la quatrième fois de suite, en trois sets (2-6, 6-1, 4-6), malgré un break d'avance dans la dernière manche. Tête de série no 5 au tournoi ATP 500 de Barcelone, il est exempté du premier tour et rencontre au second le Hongrois Márton Fucsovics qu'il bat en 1 h 10 et deux sets (6-3, 6-4). En huitièmes de finale, il ne parvient pas à se sortir d'un match piège face à l'Allemand Jan-Lennard Struff, 51e mondial, qui le bat en trois sets (4-6, 6-3, 2-6).
Au tournoi ATP 250 d'Estoril, il est tête de série no 1 et exempté de premier tour. Il bat l'Argentin Guido Andreozzi en deux sets brouillons à cause des fortes rafales de vent (6-3, 6-4), puis le qualifié portugais João Domingues en deux sets (7-63, 6-4). En demi-finale, il bat difficilement David Goffin en trois sets (3-6, 6-4, 6-4) pour s'offrir sa troisième finale de l'année. En battant Pablo Cuevas en deux sets (6-3, 7-64), il remporte son quatrième titre ATP et le premier sur terre battue. Après deux jours de repos, exempté de premier tour au Masters 1000 de Madrid, tête de série no 9, il bat pour son entrée en lice le Français Adrian Mannarino (6-2, 7-5) puis se défait aisément de l'Espagnol Fernando Verdasco en deux sets (6-3, 6-4) pour aller défier en quarts de finale le tenant du titre, l'Allemand Alexander Zverev. Vainqueur en trois sets disputés (7-5, 3-6, 6-2), il atteint la demi-finale pour la première fois. Il bat Rafael Nadal en trois sets (6-4, 2-6, 6-3), son huitième match remporté d'affilée,. En finale, il cède face à Novak Djokovic en deux sets (3-6, 4-6), se sentant épuisé,. Il obtient néanmoins le 13 mai son meilleur classement en carrière : 7e mondial. Menant en parallèle le tournoi de double avec le Néerlandais Wesley Koolhof, il se qualifie pour les demi-finales après avoir battu Marco Cecchinato et Márton Fucsovics (6-3, 6-3), puis la paire croate, tête de série no 5, Nikola Mektić et Franko Škugor (6-2, 6-4), et en quarts de finale la paire tête de série no 3, Jamie Murray et Bruno Soares, toujours en deux sets (6-2, 7-64). Ils sont finalement battus par Jean-Julien Rojer et Horia Tecău en trois sets (4-6, 7-5, [5-10]). Inscrit au Masters 1000 de Rome en tant que tête de série no 8, il est exempté de premier tour et débute contre l'invité italien Jannik Sinner, 262e mondial, qu'il bat en deux sets secs (6-3, 6-2). Il défait ensuite en huitièmes de finale le récent vainqueur du tournoi de Monte-Carlo, l'Italien Fabio Fognini, en deux sets sans appel (6-3, 6-4) et bénéficie du retrait de Roger Federer pour atteindre les demi-finales où il perd (3-6, 4-6) face à Rafael Nadal.
Stéfanos Tsitsipás est 6e mondial et tête de série no 6 quand il se présente à Roland-Garros. Ses trois tours de qualification ne sont pas tous faciles. Il bat successivement : le 116e mondial, l'Allemand Maximilian Marterer, en trois sets (6-2, 6-2, 7-64) ; le 86e mondial, le Bolivien Hugo Dellien, en quatre sets (4-6, 6-0, 6-3, 7-5) et le 60e mondial, le Serbe Filip Krajinović, en quatre sets (7-5, 6-3, 65-7, 7-66) sur deux jours. En huitième de finale, il est opposé au vétéran suisse et tête de série no 24 Stanislas Wawrinka, qui parvient à le dominer sur le fil au terme d'un match épique de 5 h 9 minutes, sous une température de plus de 30 °C et avec des vents tourbillonnants (66-7, 7-5, 4-6, 6-3, 6-8). Il est près d'écoper d'une pénalité en fin de deuxième set après un geste de dépit (l'envoi volontaire d'une balle dans les tribunes) et un premier avertissement pour gestes violents sur son matériel. Le comble de ce duel remarquable par la qualité de jeu est la balle de match qui vient toucher la ligne du couloir et tromper Tsitsipás, confirmée bonne par l'arbitre. Il est effondré lors de la conférence de presse qui suit le match.
Il commence sa saison sur gazon au tournoi de Bois-le-Duc en tant que tête de série no 1 et perd dès son premier match face au Chilien Nicolás Jarry (4-6, 6-3, 4-6). Inscrit au tournoi ATP 500 du Queen's, également tête de série no 1, il bat au premier tour le Britannique Kyle Edmund (6-3, 7-5) puis plus difficilement le Français Jérémy Chardy (4-6, 7-60, 7-64) puis est éliminé en quarts de finale (5-7, 2-6) par le Canadien Félix Auger-Aliassime, récent finaliste du tournoi du Stuttgart. À Wimbledon, tête de série no 7, il perd au premier tour face à l'Italien 89e mondial Thomas Fabbiano en cinq sets (4-6, 6-3, 4-6, 7-68, 3-6).
Après trois semaines d'entraînement, il reprend au tournoi ATP 500 de Washington en tant que tête de série no 1. Exempté de premier tour, il bat successivement en seizième de finale l'Américain Tommy Paul (6-3, 7-5), puis Jordan Thompson (6-3, 7-64) en huitième et Benoît Paire (7-5, 6-0) en quarts, agrémenté d'une « chaussure gate ». Il échoue en demi-finale contre le futur vainqueur du tournoi, l'Australien Nick Kyrgios (4-6, 6-3, 67-7) après avoir eu une balle de match dans le tie-break. Au Masters du Canada quatre jours plus tard, il tombe d'entrée contre le Polonais Hubert Hurkacz qui le défait en trois sets (4-6, 6-3, 3-6) alors qu'il avait atteint la finale en 2018. Il perd derechef au premier tour du Master 1000 de Cincinnati contre l'Allemand Jan-Lennard Struff (4-6, 7-65, 66-7), ce qui le fait redescendre à la 8e place du classement ATP.
Pour le dernier Majeur de l'année, il est tête de série no 8 à l'US Open. Il rencontre le Russe Andrey Rublev qui vient de battre Roger Federer à Cincinnati et cède dès le premier tour en quatre sets (4-6, 7-65, 67-7, 5-7).
Il reprend le 20 septembre en participant à la Laver Cup, à Genève, dans l'équipe Europe. En simple il bat l'Américain Taylor Fritz (6-2, 1-6, 10-7), puis dispute deux doubles : l'un associé à Roger Federer (perdu 7-5, 4-6, 8-10), l'autre associé à Rafael Nadal (perdu 4-6, 6-3, 6-10). L'équipe Europe remporte la compétition (13-11). Le 24 septembre, il fait son retour sur le circuit principal au tournoi ATP 250 de Zhuhai, en tant que tête de série no 1. Exempté de premier tour, il est opposé au Français Adrian Mannarino en huitièmes de finale mais doit abandonner au terme du deuxième set (3-6, 7-5, ab.), invoquant une trop forte fatigue.
Début octobre, il s'aligne au tournoi ATP 500 de Pékin. Tête de série no 3, il bat le Serbe Dušan Lajović (4-6, 6-3, 6-4), le Géorgien Nikoloz Basilashvili (4-6, 6-3, 6-2), l'Américain John Isner (7-63, 6-3) puis l'Allemand Alexander Zverev (7-66, 6-4) en demi-finale et rejoint l'Autrichien Dominic Thiem, pour sa 9e finale sur le circuit ATP. Il y est battu en trois sets (6-3, 4-6, 1-6). Il enchaîne avec le Masters 1000 de Shanghai : tête de série no 6, exempté de premier tour, il bat le Canadien Félix Auger-Aliassime (7-63, 7-63) pour son entrée en lice. En huitièmes de finale, il bat le Polonais Hubert Hurkacz (7-5, 3-6, 7-65) puis s'offre le numéro 1 mondial, le Serbe Novak Djokovic en quarts de finale (3-6, 7-5, 6-3). Il retrouve en demi-finale le Russe Daniil Medvedev avec qui il avait eu une altercation à Key Biscayne en 2018 et s'incline pour la cinquième fois de suite en deux sets serrés (65-7, 5-7).

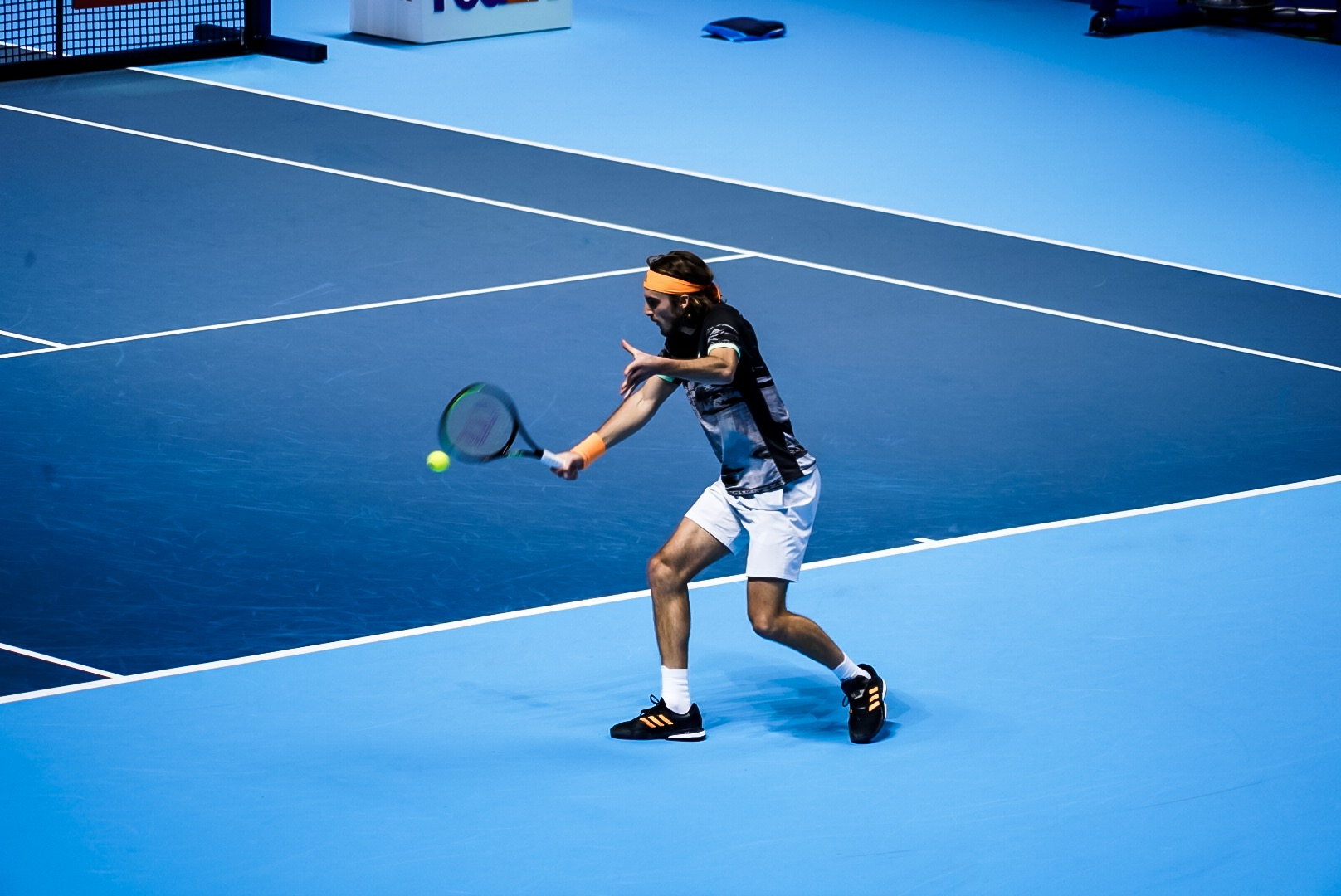
Tsitsipás lors d'un point au ATP Finals en 2019.

Fin octobre au tournoi indoor de Bâle, un ATP 500, il bat au premier tour l'Espagnol Albert Ramos-Viñolas (6-3, 7-66) puis le Lituanien Ričardas Berankis (64-7, 6-2, 6-4) et se qualifie pour les quarts de finale où il se défait du Serbe Filip Krajinović (3-6, 6-4, 6-4). En demi-finale il s'incline en deux sets (4-6, 4-6) face à Roger Federer. Pour le dernier Masters 1000 de l'année, le Masters de Paris-Bercy, tête de série no 7 et exempté de premier tour, il bat l'Américain Taylor Fritz (7-63, 6-3) pour son entrée en lice. En huitième de finale il bat l'Australien Alex de Minaur en deux sets (6-3, 6-4). En quarts de finale, il perd lourdement contre Novak Djokovic (1-6, 2-6) qui prend ainsi sa revanche de sa défaite de Shanghai.
Qualifié pour les ATP Finals et placé dans le groupe Andre Agassi, il dispose pour son premier match de poule de Daniil Medvedev (7-65, 6-4) en 1 h 42, puis d'Alexander Zverev (6-3, 6-2) plus facilement en 1 h 15, pourtant tenant du titre. Assuré d'être en demi-finale, il réalise un gros match malgré la défaite face à Rafael Nadal (7-64, 4-6, 5-7) en près de trois heures de jeu,. Il dispose plutôt facilement de Roger Federer (6-3, 6-4) en 1 h 36 pour se qualifier pour sa première finale des ATP Finals dès sa première participation,. Pour la dernière marche, il affronte l'Autrichien Dominic Thiem, qu'il bat dans un énorme combat de 2 h 35 de jeu (66-7, 6-2, 7-64),.
Stéfanos Tsitsipás termine sa fantastique saison à la 6e place mondiale grâce à son titre aux ATP Finals.

### 2020. Demi-finale à Roland-Garros, saison mitigée et raccourcie à cause du covid
Stéfanos Tsitsipás commence sa saison en représentant la Grèce lors de la première édition de l'ATP Cup. Il perd deux matchs contre Denis Shapovalov et Nick Kyrgios, et en remporte un contre Alexander Zverev. Il dispute l'Open d'Australie en tant que tête de série no 6. Il s'incline sèchement (5-7, 4-6, 62-7) face à Milos Raonic au troisième tour.
Il reprend avec le tournoi de Rotterdam où il s'incline au second tour contre Aljaž Bedene. À Marseille où il est tenant du titre, il s'achemine vers la finale après ses victoires sur Mikael Ymer, Vasek Pospisil et Alexander Bublik. Il conclut le tournoi sans perdre un set face au Canadien Félix Auger-Aliassime (6-3, 6-4), remportant son quatrième titre ATP 250. Tête de série no 2 au tournoi de Dubaï, il atteint de nouveau une finale en battant notamment Jan-Lennard Struff puis Daniel Evans en demi-finale. Il s'incline en finale face à Novak Djokovic (3-6, 4-6).
Le circuit ATP reprend en juillet avec la tournée américaine après la suspension du circuit ATP à cause de la pandémie de Covid-19. Il participe au Master 1000 de Cincinnati qui se déroule à New York. Il passe sans soucis Kevin Anderson, puis John Isner en deux tie-breaks et sur abandon Reilly Opelka pour atteindre le dernier carré. Il s'incline aux portes de la finale à nouveau comme à Melbourne face à Milos Raonic sans prendre le moindre set. À l'US Open, il est tête de série no 4. Mais comme à Melbourne, il déçoit en s'inclinant au troisième tour face à Borna Ćorić (7-62, 4-6, 6-4, 5-7, 64-7) après 4 h 36 d'un combat homérique, après avoir mené deux sets à un et eu six opportunités pour conclure la rencontre.
Sur terre battue à Rome, il perd d'entrée contre l'Italien Jannik Sinner, avant de rebondir à Hambourg où il bat Daniel Evans, puis les terriens Pablo Cuevas, Dušan Lajović et Cristian Garín pour s'offrir la cinquième finale en ATP 500 de sa carrière. Dans une rencontre qu'il maîtrise, il perd le fil dans l'ultime manche (4-6, 6-3, 5-7) face au Russe Andrey Rublev. À Roland-Garros, il atteint sa deuxième demi-finale en Grand Chelem, une première depuis l'Open d'Australie 2019. Après un premier tour compliqué face à Jaume Munar où il est mené deux manches à rien, il renverse la rencontre (4-6, 2-6, 6-1, 6-4, 6-4), deux jours après sa finale. Par la suite, il écarte sans problème Pablo Cuevas, Aljaž Bedene et Grigor Dimitrov,. Il prend sa revanche de Hambourg contre Andrey Rublev après un match maîtrisé (7-5, 6-2, 6-3) en 1 h 55 pour atteindre le dernier carré. Dans un match de près de quatre heures face au numéro 1 mondial Novak Djokovic, après un début poussif, Tsitsipás réagit pour revenir à niveau mais cale physiquement dans la cinquième manche (3-6, 2-6, 7-5, 6-4, 1-6),.
Qualifié pour les ATP Finals et tenant du titre, il se retrouve dans le groupe London 2020. L'affiche du premier match est celle de la finale de l'édition précédente mais le résultat n'est pas le même. Tsitsipás s'incline face à Dominic Thiem (65-7, 6-4, 3-6) en 2 h 17. Le second match permet au Grec de se relancer pour la qualification avec sa victoire sur le fil (6-1, 4-6, 7-66) en 1 h 55 contre Andrey Rublev. Après un beau combat, il perd (4-6, 6-4, 2-6) en deux heures contre l'Espagnol Rafael Nadal, ce qui l'élimine de la compétition. Il termine la saison à la 6e place mondiale.

### 2021:1erMasters 1000 à Monte-Carlo, demi-finale en Australie,1refinale de Grand Chelem à Roland-Garros et top 3 mondial
Stéfanos Tsitsipás commence, comme l'année précédente, sa saison à l'ATP Cup où il obtient deux succès contre Alex de Minaur (6-3, 7-5) et Roberto Bautista-Agut (7-5, 7-5).
Lors de l'Open d'Australie, il passe sans souci le premier tour contre Gilles Simon avant d'écarter difficilement le revenant Thanasi Kokkinakis en cinq manches après avoir manqué une balle de match dans le 4e set. Il bat ensuite Mikael Ymer puis profite du forfait de Matteo Berrettini pour se hisser en quart de finale. Contre le no 2 mondial Rafael Nadal, il est tout d'abord nettement dominé pendant les deux premiers sets avant de renverser la tendance et de s'offrir une victoire en cinq manches (3-6, 2-6, 7-64, 6-4, 7-5) après plus de quatre heures de jeu,. Pour sa troisième demi-finale en Grand Chelem, épuisé à la fois physiquement et mentalement, il s'incline assez nettement contre Daniil Medvedev en 2 heures de jeu (4-6, 2-6, 5-7),.
Tsitsipás s'aligne ensuite au tournoi de Rotterdam où il est tête de série no 2. Il élimine lors de son entrée en lice le Biélorusse Egor Gerasimov, avant de disposer difficilement du Polonais Hubert Hurkacz en trois sets accrochés (6-4, 4-6, 7-5). Il rallie ensuite les demi-finales après un autre match en trois sets contre Karen Khachanov (4-6, 6-3, 7-5), avant de perdre contre un compatriote de ce dernier, le Russe Andrey Rublev, futur lauréat du tournoi (3-6, 62-7). Ce bon résultat lui permet de prendre la place de Roger Federer et de retrouver son meilleur classement, 5e mondial.
Il revient ensuite à l'Open 13 de Marseille, dont il est le double tenant du titre. Après avoir facilement éliminé le local Lucas Pouille (6-2, 6-3), il est sorti du tournoi dès les quarts de finale par un excellent Pierre-Hugues Herbert en trois sets (7-66, 4-6, 2-6).
Il arrive à Acapulco en tant que tête de série no 1, et démarre son tournoi en surclassant complètement le Français Benoît Paire (6-3, 6-1), puis continue sur la même lancée en s'offrant John Isner, alors en plein retour, sur un score quasi identique (6-3, 6-2). Il atteint pour la troisième fois les demi-finales d'un tournoi ATP cette saison en battant Félix Auger-Aliassime lors d'une rencontre de haut niveau (7-5, 4-6, 6-3), avant de profiter de la fatigue de la surprise du moment, le jeune Italien Lorenzo Musetti, (6-1, 6-3). Il retrouve alors en finale pour leur septième affrontement l'Allemand Alexander Zverev pour un duel de têtes de série. Considéré comme favori tant par le niveau de jeu démontré lors du tournoi que par leurs rencontres passées (5 à 1 en faveur du Grec), il commence le match en menant rapidement 3-0, profitant du jeu attentiste de son adversaire. Mais Zverev hausse son niveau, se mettant à poser le pied sur sa ligne de fond et à jouer vers l'avant. Malgré une belle résistance de la part de Tsitsipás, c'est finalement l'Allemand qui s'impose en deux sets (6-4, 7-53), ayant été à la fois plus entreprenant et moins friable mentalement.
Pour le premier Masters 1000 de la saison, le Masters de Miami, Tsitsipás est considéré comme l'un des favoris puisqu'il s'agit du premier tournoi de cette envergure depuis Bercy en 2004 où aucun des trois membres du Big 3 n'est présent. Il élimine d'abord facilement le Bosnien Damir Džumhur (6-1, 6-4), puis dans un match accroché le Japonais Kei Nishikori (6-3, 3-6, 6-1), et enfin l'Italien Lorenzo Sonego (6-2, 7-62), malgré un second set tendu. Arrivé en quart, il devient le principal favori du tournoi après la défaite de la tête de série no 1 Daniil Medvedev. Opposé à nouveau à Hubert Hurkacz, tombeur de Milos Raonic et futur vainqueur du tournoi, il se détache rapidement pour mener d'un set, puis réussit le break au début de la seconde manche, pour ensuite complètement s'écrouler mentalement, permettant au Polonais de revenir à un set partout et finalement remporter la rencontre (6-2, 3-6, 4-6).
Pour le début de la saison sur terre battue, Stéfanos Tsitsipás est tête de série no 4 au Masters 1000 de Monte-Carlo et se retrouve dans la partie de tableau du numéro 1 mondial Novak Djokovic. D'abord opposé à la surprise russe de cette saison, Aslan Karatsev, il remporte ce match piège de manière sérieuse et assurée (6-3, 6-4), profitant du manque de repères de son adversaire sur terre battue. Il domine ensuite le terrien Cristian Garín dans une rencontre parfaitement menée, sur le même score (6-3, 6-4). En quart de finale, il gagne le premier set face à l'Espagnol Alejandro Davidovich Fokina, avant que ce dernier n'abandonne pour cause de douleurs à la cuisse. Il affronte en demi-finale le surprenant tombeur de Novak Djokovic, le Britannique Daniel Evans, qu'il surclasse complètement par sa puissance et sa vitesse de frappe (6-2, 6-1) en 1 h 09,. En finale, il confirme son excellent niveau de la semaine en prenant sa revanche contre Andrey Rublev (6-3, 6-3) en 1 h 11 de jeu, dans un match où il sert excellement et domine la bataille du fond de court face à un Rublev moins explosif que d'habitude, principalement à cause des deux longs matchs de ce dernier contre les Espagnols Roberto Bautista-Agut et Rafael Nadal,. Ce premier titre en Masters 1000, son plus important après les ATP Finals 2019, permet à Tsitsipás de passer numéro 1 à la Race. Il poursuit sa route à l'ATP 500 de Barcelone en tant que tête de série no 2. Il bat facilement Jaume Munar, puis vainc sa victime préférée, l'Australien Alex de Minaur (7-5, 6-3) et Félix Auger-Aliassime (6-3, 6-3) pour arriver dans le dernier carré. Sans difficulté, il bat Jannik Sinner (6-3, 6-3) pour s'offrir une nouvelle finale et une 9e victoire consécutive. Il fait face à tête de série no 1, Rafael Nadal. Dans une rencontre invraisemblable de 3 h 38 de jeu, le Grec se procure une balle de match mais finit par s'incliner (4-6, 7-66, 5-7) au bout du suspense,.
En mai au Masters de Madrid, Tsitsipás s'incline face à Casper Ruud en deux sets lors des huitièmes. Puis au Masters de Rome, il passe Marin Čilić et Matteo Berrettini (7-63, 6-2) avant de s'incliner dans un duel haletant perdu sur le fil (6-4, 5-7, 5-7) contre la tête de série no 1, Novak Djokovic. Pour se rassurer, il remporte le tournoi de Lyon après des victoires sur Tommy Paul, Yoshihito Nishioka, Lorenzo Musetti (4-6, 6-3, 6-0) et Cameron Norrie (6-3, 6-3) en finale.

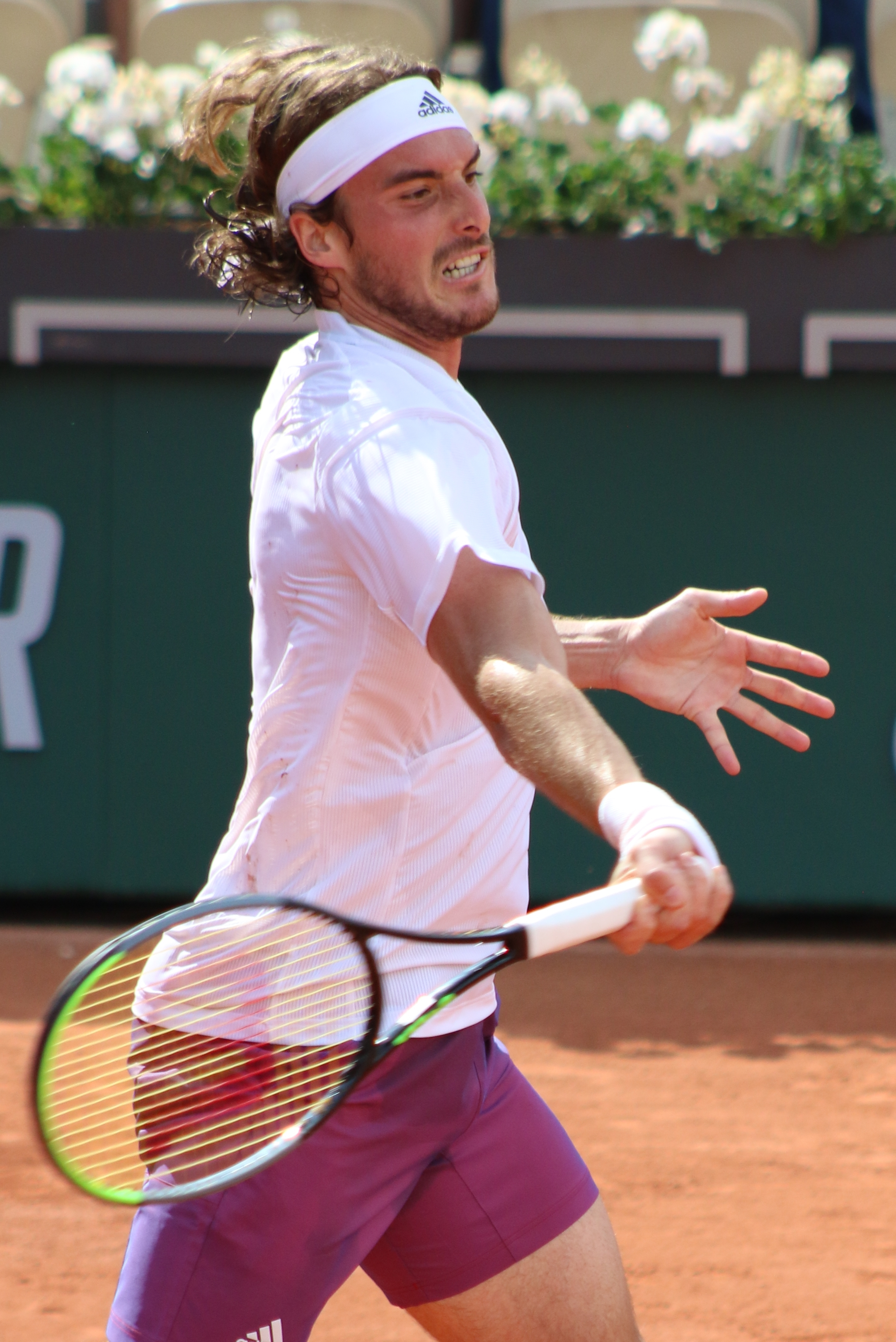
Tsitsipás lors des Internationaux de France en 2021.

Lors des Internationaux de France, Stéfanos Tsitsipás arrive Porte d'Auteuil comme l'un des favoris du tournoi. Il déroule face à Jérémy Chardy et Pedro Martínez avant de perdre un set face à John Isner (5-7, 6-3, 7-63, 6-1). Il vainc Pablo Carreño Busta en deux heures de temps (6-3, 6-2, 7-5), puis sort la tête de série no 2, Daniil Medvedev (6-3, 7-63, 7-5) en un peu plus de deux heures de jeu. Pour une place en finale, il fait face à Alexander Zverev. Alors qu'il mène tranquillement 6-3, 6-3, l'Allemand se réveille et empoche les deux sets suivants. Après un bras de fer, le Grec réussit à sortir vainqueur de ce duel (6-3, 6-3, 4-6, 4-6, 6-3) après 3 h 37 de jeu. Il se qualifie pour sa première finale de Grand Chelem où il défie le no 1 mondial, Novak Djokovic,. Bien en jambe dans cette finale, Tsitsipás mène rapidement deux sets à zéro, avant la pause toilette pour les deux joueurs. Au retour, Djokovic inverse totalement la tendance et le Grec finit par perdre cette rencontre (7-66, 6-2, 3-6, 2-6, 4-6), au bout de 4 h 11 de jeu. À noter que la grand-mère de Tsitsipás est décédée juste avant la finale.
Finaliste malheureux, il améliore son classement ATP avec une 4e place mondiale.
Il est éliminé dès le premier tour de Wimbledon par l'Américain Frances Tiafoe (4-6, 4-6, 3-6), encore perturbé par sa finale perdue à Roland-Garros.
Fin juillet se déroulent les Jeux olympiques d'été au Japon. Pour sa première participation à cet événement, Stéfanos Tsitsipás perd un set au premier tour, puis prend sa revanche sur Tiafoe, avant de s'incliner (6-2, 64-7, 2-6) contre le Français Ugo Humbert.
En août au Masters du Canada, Stéfanos Tsitsipás prend sa revanche sur Ugo Humbert (6-3, 613-7, 6-1), puis vainc Karen Khachanov et Casper Ruud sans difficulté. Il s'incline ensuite (7-62, 64-7, 4-6) au terme d'un gros combat de 2 h 33 contre Reilly Opelka. Puis au Masters de Cincinnati, Tsitsipás passe Sebastian Korda, perd un set face à Lorenzo Sonego et vainc Félix Auger-Aliassime en trois manches. Durant son match contre Alexander Zverev, il est accusé de coaching durant ses pauses toilettes. Il est battu (4-6, 6-3, 64-7) de nouveau aux portes d'une nouvelle finale. Enfin à l'US Open après un marathon gagnant de 4 h 49 de jeu au premier tour (2-6, 7-67, 3-6, 6-3, 6-4) face à Andy Murray, il perd un set au tour suivant contre Adrian Mannarino avant de s'incliner à la surprise générale face au jeune Espagnol, Carlos Alcaraz (3-6, 6-4, 62-7, 6-0, 65-7) au bout de 4 h 06 de jeu,.
Initialement organisé en mars, le Masters d'Indian Wells se joue en octobre. Stéfanos Tsitsipás passe Pedro Martínez, puis perd une manche contre Fabio Fognini avant d'éprouver beaucoup de mal (63-7, 7-63, 6-2) pour venir à bout d'Alex de Minaur. Il s'incline après 2 h 09 de jeu en quart de finale, face au futur finaliste Nikoloz Basilashvili (4-6, 6-2, 4-6).
Pour la tournée indoor, il est éliminé en huitièmes de finale à Vienne par Frances Tiafoe puis doit abandonner dès son premier match à Paris-Bercy. Il déclare forfait après sa défaite aux ATP Finals face à Andrey Rublev à cause d'une blessure au coude droit.
Stéfanos Tsitsipás finit sa saison paradoxale, entre résultats brillants et déceptions, à la 4e place mondiale, avec un bilan de 55 victoires pour 19 défaites, une première finale en Grand Chelem et son premier titre en Masters 1000.

### 2022.3edemi-finale à l'Open d'Australie et titre à Monte-Carlo
Stéfanos Tsitsipás fait son retour à l'ATP Cup après son opération du coude. En simple, il perd contre Diego Schwartzman et profite de l'abandon de Nikoloz Basilashvili.
Lors de l'Open d'Australie, il passe sans encombre Mikael Ymer, puis s'impose en perdant un set contre Sebastián Báez et contre Benoît Paire. En huitièmes de finale face à Taylor Fritz, avec un niveau moyen, assez fluctuant, il remporte laborieusement son match en 5 sets (4-6, 6-4, 4-6, 6-3, 6-4) en 3 h 23. Contre le 10e mondial Jannik Sinner, il ne part pas favori. Mais il s'impose néanmoins (6-3, 6-4, 6-2) aisément en un peu plus de deux heures. Stéfanos Tsitsipás est dans le dernier carré alors que son médecin lui avait dit de ne pas participer au tournoi. Il fait face pour une place en finale comme en 2021 à la tête de série no 2, Daniil Medvedev. Pour sa cinquième demi-finale en Grand Chelem, il s'incline en 2 heures et demie de jeu (65-7, 6-4, 4-6, 1-6). Plus serrée qu'en 2021, la rencontre est marquée par des coups de sang et des accusations de coaching.
En février, Tsitsipás s'aligne ensuite au tournoi de Rotterdam où il est tête de série no 1. Il passe difficilement en trois manches serrées Alejandro Davidovich Fokina, puis déroule face à Ilya Ivashka et Alex de Minaur. Il se qualifie pour la finale en s'imposant (4-6, 6-4, 6-2) contre le qualifié, Jiří Lehečka. Il s'incline sèchement (4-6, 2-6) face à Félix Auger-Aliassime, laissant le Canadien remporter son premier titre en carrière.
Au tournoi du Mexique, il perd en deux manches face à Cameron Norrie. Puis il déçoit en s'inclinant prématurément à Indian Wells au troisième tour face à Jenson Brooksby et au Masters de Miami en huitièmes de finale face à Carlos Alcaraz (5-7, 3-6) qui remportera le tournoi.
Sur terre battue, au Masters 1000 de Monte-Carlo, Stéfanos Tsitsipás bat d'entrée le vainqueur de l'édition 2019, Fabio Fognini (6-3, 6-0). Contre un bon Laslo Djere, il s'impose en deux manches serrées avant de disputer un match à retournements en quarts de finale contre Diego Schwartzman. Alors qu'il mène facilement 6-2, 5-2, il voit son adversaire renverser la tendance pour s'offrir un troisième set. Mené 6-2, 63-7, 0-4, 40-15 service pour Schwartzman, Tsitsipás inverse la tendance à son tour pour aligner les six derniers jeux et remporter la rencontre. Pour une place en finale, il affronte le 3e mondial, Alexander Zverev. Le duel tourne court. Le Grec s'impose facilement en deux sets après 1 h 15 de jeu alors que l'Allemand était gêné physiquement,. Il fait face en finale à l'Espagnol Alejandro Davidovich Fokina, un novice à ce stade. Après un premier set tranquille, le second est plus serré mais Tsitsipás finit par s'imposer (6-3, 7-63) en 1 h 36 et conserve ainsi son titre sur le Rocher,. Il revient en Espagne pour participer à l'ATP 500 de Barcelone en tant que finaliste sortant. Il perd un set pour son entrée en lice face à Ilya Ivashka, puis passe en deux manches Grigor Dimitrov pour arriver en quart de finale. Il fait face à Carlos Alcaraz et se fait battre en trois sets (4-6, 7-5, 2-6). Au Masters de Madrid, Stéfanos Tsitsipás passe sans soucis Lucas Pouille et Grigor Dimitrov, puis perd un set contre Andrey Rublev. Il s'incline (4-6, 6-3, 2-6) en 1 h 53 contre Alexander Zverev aux portes de la finale. Puis suit le Masters de Rome où le Grec est en bonne forme. Il vainc à nouveau Dimitrov mais dans un match très serré (6-3, 5-7, 7-64), puis perd un autre set contre Karen Khachanov avant d'atteindre le dernier carré en passant l'Italien Jannik Sinner (7-65, 6-2) après 1 h 30 d'une bataille acharnée pour le premier set. Le Grec prend sa revanche en battant (4-6, 6-3, 6-3) après 2 h 28 l'Allemand Alexander Zverev. Il rallie la finale où il retrouve Novak Djokovic qu'il retrouve après la finale à Roland-Garros en 2021. Après premier set perdu 6-0, Tsitsipás rebondit mais s'incline finalement au tie-break dans la seconde manche.
À Roland-Garros, après avoir battu Lorenzo Musetti en cinq sets, tout en étant mené deux manches à rien, puis le qualifié Zdeněk Kolář en quatre manches et Mikael Ymer facilement, il se fait éliminer en huitièmes de finale par le jeune Danois de 19 ans Holger Rune (5-7, 6-3, 3-6, 4-6) après trois heures de jeu.
Il commence la tournée sur gazon par une victoire sur le Suisse Dominic Stricker durant le tournoi de Stuttgart. Il perd en quarts de finale contre le Britannique Andy Murray. Il dispute le tournoi de Halle la semaine suivante. Après une victoire contre le Français Benjamin Bonzi, il perd contre l'invité australien Nick Kyrgios au deuxième tour en trois sets. La semaine suivante, Tsitsipás s'impose à l'ATP 250 de Majorque en battant Ilya Ivashka, Marcos Giron, à nouveau Benjamin Bonzi plus facilement et l'Espagnol Roberto Bautista-Agut en finale en trois sets (6-4, 3-6, 7-62). C'est son premier titre sur gazon, ce qui lui permet de devenir le plus jeune joueur en activité à remporter un tournoi sur dur, terre battue et gazon.

Fin juin, il dispute le tournoi de Wimbledon. Il bat successivement le qualifié suisse Alexander Ritschard (7-61, 6-3, 5-7, 6-4) et Jordan Thompson (6-2, 6-3, 7-5). Il dispute le troisième tour contre l'Australien Nick Kyrgios. À l'issue d'un match tendu, durant lequel le Grec lance une balle dans les tribunes, manquant de blesser un spectateur, et vise délibérément son adversaire plusieurs fois, il est battu en quatre sets (7-62, 4-6, 3-6, 67-7).

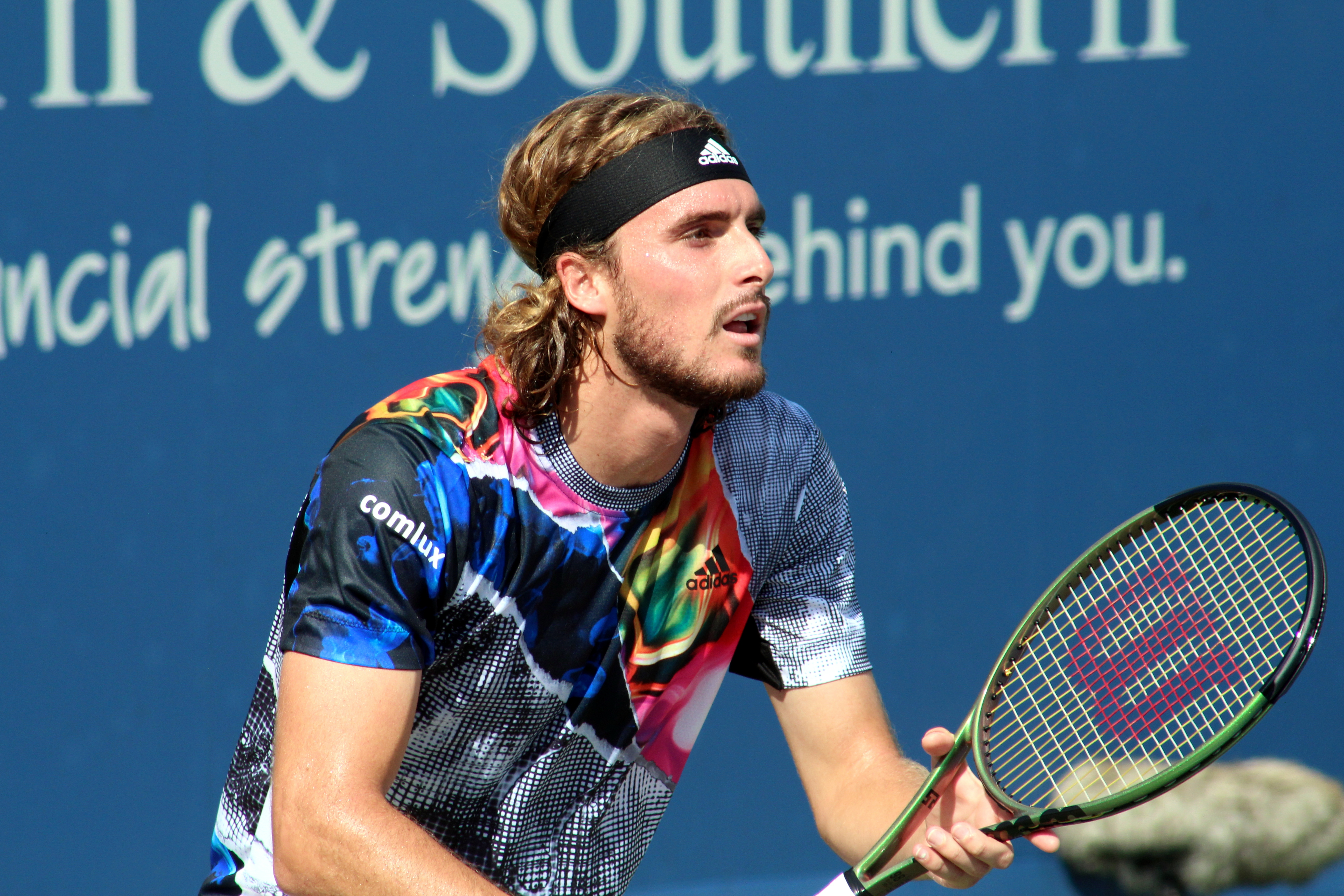
Stéfanos Tsitsipás lors du Masters de Cincinnati en 2023.

En août, il perd d'entrée au Masters du Canada. Au Masters de Cincinnati, il passe facilement Filip Krajinović et Diego Schwartzman, avant d'avoir plus de mal contre John Isner (7-65, 5-7, 6-3). Il sort vainqueur de son duel contre le no 1 mondial, Daniil Medvedev (7-66, 3-6, 6-3) après un gros premier set et ainsi rallie la finale. Pourtant favoris, il perd (60-7, 2-6) contre le revenant Borna Ćorić après près de deux heures.
Arrivé tête de série no 4 au tournoi de l'US Open à la fin du mois d'août, Tsitsipás s'incline dès le premier tour de manière surprenante contre le Colombien Daniel Elahi Galán, no 94 mondial, qui réalise la meilleure performance de sa carrière jusque-là. Balayé 0-6 en un peu plus de vingt minutes au premier set, il perd la deuxième manche sur le score de 1-6 mais parvient à se rattraper lors de la troisième en l'emportant 6-3. Finalement, après avoir écarté huit balles de match au quatrième set, le Grec s'incline 0-6, 1-6, 6-3, 5-7 et quitte prématurément le dernier Grand Chelem de l'année. Tsitsipás reconnaitra lui-même avoir joué le pire match de sa carrière, ayant joué "comme un amateur".
Tsitsipás participe à la Laver Cup qui se joue à Londres. Il y bat facilement Diego Schwartzman mais perd contre Frances Tiafoe lors du dernier jour. La team Monde l'emporte 13-8. C'est la dernière occasion pour le Grec de voir jouer son idole Roger Federer qui prend sa retraite à l'issue de ce tournoi.
Début octobre, Tsitsipás revient à la compétition en indoor au tournoi d'Astana, où il passe Mikhail Kukushkin, le qualifié Luca Nardi en deux tie-breaks, Hubert Hurkacz et Andrey Rublev, deux top 10, pour arriver en finale. Il s'incline en deux manches contre le Serbe Novak Djokovic, qui remporte son 90e titre en carrière. Il dispute fin octobre le tournoi de Stockholm et y emporte des victoires contre Maxime Cressy, Elias Ymer et Emil Ruusuvuori pour atteindre la finale. Il s'y incline cependant contre le jeune Holger Rune (4-6, 4-6) qui le bat pour la deuxième fois après Roland-Garros. La semaine suivante, il est éliminé dès le deuxième tour du tournoi de Vienne par Borna Ćorić qui remporte leur duel pour la deuxième fois de l'année. Au Masters de Paris-Bercy, le Grec atteint le dernier carré sans forcer, sans perdre de set grâce à des victoires contre Daniel Evans, le qualifié français Corentin Moutet et Tommy Paul. Contre Novak Djokovic, il s'incline (2-6, 6-3, 64-7) en 2 h 19 lors d'un match avec du suspense et des rebondissements.
Enfin aux ATP Finals, placé dans le Groupe Rouge, Tsitsipás commence par une défaite à nouveau contre Djokovic (4-6, 64-7) en 1 h 38. Cette défaite signe la fin de la possibilité qu'il avait en cas de titre, de finir l'année numéro 1 mondial. Il se relance lors du second match en battant Daniil Medvedev (6-3, 611-7, 7-61) en 2 h 21. Pour son troisième match de poules, il s'incline (6-3, 3-6, 2-6) en 1 h 42 face au Russe Andrey Rublev, ce qui met fin à son parcours.
Stéfanos Tsitsipás conclut sa saison 2022 faite de hauts et de bas. Il a été à plusieurs occasion proche d'être numéro 1 mondial, mais ses défaillances dans les tournois majeurs l'ont empêché de progresser au classement ATP. Il termine l'année à la 4e place mondiale comme la saison précédente.

### 2023. Finale à l'Open d'Australie, quart de finale à Roland-Garros et10etitre en carrière
Stéfanos Tsitsipás démarre sa saison à la United Cup où il remporte tous ses matchs en simple contre Grigor Dimitrov, David Goffin, Borna Ćorić et Matteo Berrettini et ses trois matchs de double. Son équipe s'incline en demi-finale contre l'Italie.
À l'Open d'Australie, en tant que 3e tête de série, il se hisse en huitièmes de finale sans perdre de set. Il y affronte Jannik Sinner contre qui il s'impose en cinq sets. Il bat ensuite Jiří Lehečka et Karen Khachanov pour atteindre la finale, sa deuxième en Grand Chelem. Comme lors de sa première finale, il y retrouve de nouveau Novak Djokovic qui le bat en trois sets (3-6, 64-7, 65-7). Quelques semaines plus tard, il participe au tournoi de Rotterdam où, après avoir battu Emil Ruusuvuori (7-5, 6-1), il voit l'Italien Jannik Sinner, futur finaliste, prendre sa revanche du Grand Chelem australien (4-6, 3-6).

Mi-mars, il s'incline d'entrée à Indian Wells contre l'Australien Jordan Thompson (6-7, 6-4, 6-7) puis atteint les huitièmes de finale à Miami où il profite du forfait de Richard Gasquet et s'impose difficilement contre le qualifié Cristian Garín (6-3, 4-6, 6-4) avant de tomber contre le Russe Karen Khachanov (6-7, 4-6) qui prend sa revanche de l'Open d'Australie.

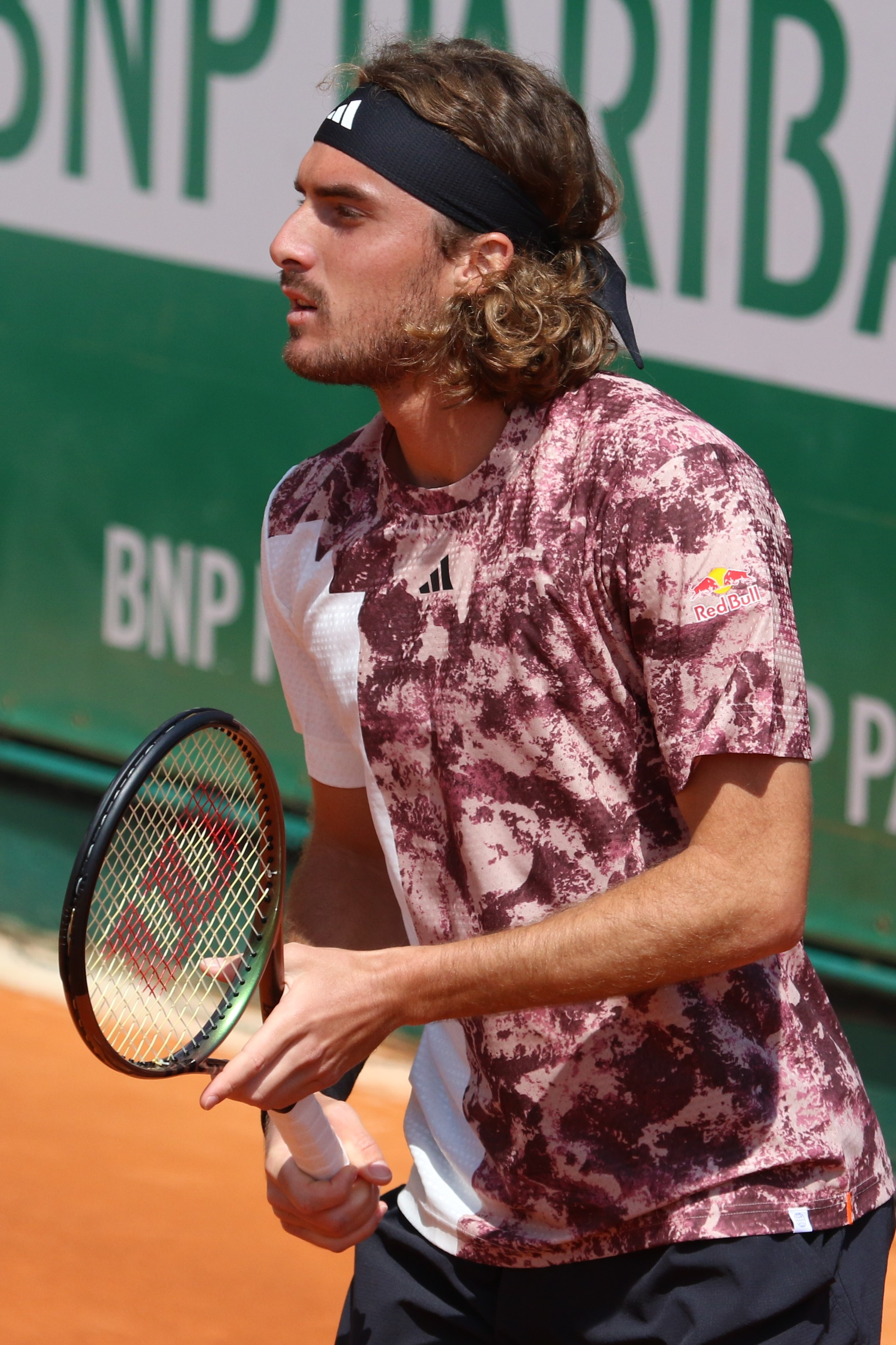
Stéfanos Tsitsipás à Monte-Carlo en 2023.

Double tenant du titre à Monte-Carlo, il y démarre sa saison sur terre battue. Tête de série numéro deux du tournoi, il profite d'abord de l'abandon du Français Benjamin Bonzi (4-1 ab.), puis s'impose contre le Chilien Nicolás Jarry (6-3, 6-4). En quarts de finale, il affronte l'Américain Taylor Fritz (dixième mondial) contre qui il s'incline (2-6, 4-6). Il se ressaisit la semaine suivante à Barcelone où, tête de série numéro deux, il sort l'Argentin Pedro Cachín (6-4, 6-2), le Canadien Denis Shapovalov (6-3, 6-2), l'Australien Alex de Minaur (6-4, 6-2) et l'Italien Lorenzo Musetti en demi-finale (6-4, 5-7, 6-3). Il s'incline cependant en finale contre le local numéro deux mondial Carlos Alcaraz (3-6, 4-6) pour la troisième fois de sa carrière à Barcelone.
Il enchaîne avec le Masters de Madrid où il se défait difficilement de l'ancien numéro trois Dominic Thiem (3-6, 6-1, 7-6) et de l'Argentin Sebastián Báez (7-5, 3-6, 6-3). Il remporte plus facilement son huitième de finale contre le local Bernabé Zapata Miralles (6-3, 6-1) et rencontre l'Allemand repêché des qualifications et spécialiste de la terre battue Jan-Lennard Struff en quarts de finale. Il s'incline de manière surprenante contre son adversaire (6-7, 7-5, 3-6), qui sera finaliste du tournoi.
Il défend la semaine suivante les points de sa finale au Masters de Rome l'année précédente. Il se débarrasse du Portugais Nuno Borges (6-3, 6-3) et des Italiens Lorenzo Sonego (6-3, 7-6) et Lorenzo Musetti (7-5, 7-5) pour aller en quarts de finale. Il termine ce dernier match à 1 h 43. Il rencontre à ce stade le Croate Borna Ćorić, demi-finaliste à Madrid la semaine précédente, qu'il élimine aussi (6-3, 6-4) toujours sans perdre un set. Arrivé en demi-finale, il affronte le numéro trois mondial et futur gagnant du tournoi Daniil Medvedev, qui le bat (5-7, 5-7) dans un match perturbé par la pluie.
Attendu comme outsider à Roland-Garros au regard de son passif dans le Grand Chelem parisien, il rencontre des difficultés à battre le Tchèque Jiří Veselý (7-5, 6-3, 4-6, 7-6), 455e joueur mondial et qui revient sur le circuit. Ce dernier obtient quatre balles de deux manches partout mais ne parvient pas à les convertir. Il emporte néanmoins ses deux autres matchs facilement contre l'Espagnol Roberto Carballés Baena (6-3, 7-6, 6-2) et l'Argentin Diego Schwartzman (6-2, 6-2, 6-3), ancien demi-finaliste Porte d'Auteuil. Il continue sur sa lancée en affrontant et éliminant le surprenant Sebastian Ofner, qualifié qui n'avait jamais remporté de matchs à Roland Garros (7-5, 6-3, 6-0). Arrivé en quarts de finale, il affronte le jeune numéro un mondial Carlos Alcaraz qui l'avait battu en finale à Barcelone. Programmé en session de nuit, l'Espagnol déroule pendant deux sets et l'emporte malgré une fin de match plus disputée (2-6, 1-6, 6-7). Il déclare en conférence de presse après le match que ses deux premiers sets sont dus en partie à la mélatonine qu'il a pris avant le match.
Une semaine plus tard, il dispute le tournoi de Stuttgart et affronte pour son premier match Richard Gasquet. Il s'incline face au Français qui remporte sa 600e victoire en carrière (6-7, 6-2, 5-7). En tant que tête de série numéro deux du tournoi de Halle, il confirme ses difficultés en éliminant de justesse le Français Grégoire Barrère (6-7, 6-4, 7-6), puis échoue au deuxième tour contre le Chilien Nicolás Jarry (6-7, 5-7). Tenant du titre à Majorque, il perd de nouveau d'entrée de tournoi, battu par l'Allemand Yannick Hanfmann (4-6, 6-3, 2-6). Au tournoi de Wimbledon la semaine suivante, il affronte Dominic Thiem qui le pousse dans ses retranchements. Néanmoins il gagne le match (3-6, 7-6, 6-2, 6-7, 7-6) et retrouve au second tour le local et ancien vainqueur Andy Murray. Il doit de nouveau lutter pour l'emporte en cinq sets (7-6, 6-7, 4-6, 7-6, 6-4). Il se débarrasse du Serbe Laslo Djere au troisième tour (6-4, 7-6, 6-4) et parvient pour la deuxième fois de sa carrière en deuxième semaine à Wimbledon, la première depuis 2018 (battu par John Isner). Il affronte un autre Américain, une des surprises du tournoi en la personne de Christopher Eubanks. Malgré une avance de deux sets à un, il s'incline (6-3, 6-7, 6-3, 4-6, 4-6).
Tête de série numéro une à Los Cabos, au Mexique, il assume son statut en éliminant le vétéran John Isner (6-2, 6-4) et le Chilien Nicolás Jarry (6-7, 7-6, 6-2) qu'il affronte pour la troisième fois cette saison. Il écarte ensuite en demi-finale facilement le Croate Borna Ćorić (6-3, 6-2) et l'Australien Alex de Minaur (6-3, 6-4) en finale pour la dixième fois en dix confrontations. Il gagne ainsi son dixième titre en carrière, le premier de l'année et le premier sur dur depuis trois ans. Annoncé en conséquence comme un outsider au Masters du Canada, il s'incline comme l'année précédente d'entrée contre le vétéran français et 276e mondial Gaël Monfils en deux sets (4-6, 3-6). Finaliste l'année précédente à Cincinnati, il s'impose en deux tie-breaks contre le jeune Ben Shelton puis voit le Polonais Hubert Hurkacz, qui n'avait plus battu de joueur du top 10 depuis la saison précédente, lui barrer la route (3-6, 4-6).
Comme lors des précédentes éditions, il n'arrive pas à performer à l'US Open. Il remporte un premier match piège contre le revenant Milos Raonic (6-2, 6-3, 6-4) puis est défait par le jeune Suisse Dominic Stricker qui remporte alors la plus belle victoire de sa carrière au deuxième tour (5-7, 7-6, 7-6, 6-7, 3-6). Il subit une nouvelle défaite d'entrée à Pékin fin septembre contre le Chilien Nicolás Jarry (4-6, 4-6). Il reprend le circuit mi-octobre et sort le qualifié Australien Rinky Hijikata (6-4, 6-2) avant de perdre contre le Français Ugo Humbert pour la troisième fois de sa carrière (4-6, 6-3, 5-7).
Il s'incline contre un autre Français, le jeune Arthur Fils à Anvers en demi-finale en deux tie-breaks après avoir sorti Botic van de Zandschulp (7-5, 6-3) et Yannick Hanfmann (6-3, 6-3). Il remporte le tournoi en double avec son frère Pétros. À Vienne, la semaine suivante, il élimine les invités Dominic Thiem (7-6, 6-4) et Borna Gojo (7-6, 7-5) ainsi que le qualifié Tomáš Macháč (6-3, 4-6, 7-5) puis s'incline contre le numéro trois mondial Daniil Medvedev (4-6, 6-7) en demi-finale.
Comme l'année précédente, il atteint les demi-finales du Masters de Paris-Bercy en se débarrassant de Félix Auger-Aliassime (6-3, 7-6), vainqueur la semaine précédente à Bâle, d'Alexander Zverev (7-6, 6-4), le premier top 10 qu'il bat de l'année et du Russe Karen Khachanov (6-3, 6-4), ce qui lui permet de se qualifier pour le Masters de fin d'année pour la cinquième saison de suite. Disputant sa deuxième demi-finale de la saison en Masters 1000 contre Grigor Dimitrov, il s'incline dans un match serré (3-6, 7-6, 6-7).

### 2024.3etitre en Masters 1000 à Monte-Carlo déceptions en Grand Chelem et sortie du top 10
Stéfanos Tsitsipás arrive à l'Open d'Australie avec les points de sa finale de l'année précédente à défendre. Il commence le tournoi contre le Belge Zizou Bergs qui accroche la première manche (5-7, 6-1, 6-1, 6-3). Il bat au tour suivant Jordan Thompson (4-6, 7-66, 6-2, 7-64), puis sort le jeune Français Luca Van Assche qui arrive à ce stade d'un Grand Chelem pour la première fois de sa carrière ne laissant à son adversaire que sept jeux (6-3, 6-0, 6-4). Dans un match accroché contre l'Américain Taylor Fritz il est éliminé en huitièmes de finale (63-7, 7-5, 3-6, 3-6).
Défendant son titre acquis à Los Cabos mi-février, il sort facilement Aleksandar Vukic (6-3, 6-0) et le qualifié américain Aleksandar Kovacevic (7-61, 6-3) mais s'incline contre le Norvégien Casper Ruud (4-6, 64-7) en demi-finale. Il gagne deux nouveaux matchs lors du tournoi d'Acapulco contre Roman Safiullin (6-3, 6-4) et le jeune Italien qualifié Flavio Cobolli (6-3, 7-66) mais s'incline contre Alex de Minaur, tenant du titre qu'il avait battu lors de ses dix confrontations sur le circuit ATP (6-1, 3-6, 3-6).
Mi-mars, il bat facilement lors du Masters d'Indian Wells Lucas Pouille (6-3, 6-2), issu des qualifications, ainsi que Frances Tiafoe, demi-finaliste la saison précédente (6-3, 6-3). Il est cependant battu en huitièmes de finale par le Tchèque Jiří Lehečka et qui accède ainsi à son premier quart en Masters 1000 (2-6, 4-6). Il subit une deuxième défaite consécutive lors du Masters de Miami contre Denis Shapovalov (2-6, 4-6).
Pour commencer la saison sur terre battue au Masters de Monte-Carlo, il profite d'abord de l'abandon du Serbe Laslo Djere (6-3, 3-2 ab.) puis domine l'Argentin Tomás Martín Etcheverry (6-1, 6-0). Il affronte en huitièmes de finale l'Allemand Alexander Zverev, triple demi-finaliste de Roland-Garros et cinquième joueur mondial et s'impose dans un duel serré (7-5, 7-63). Il s'agit de sa première victoire sur un joueur du top 10 de la saison. Il enchaîne en écartant le Russe Karen Khachanov qui dispute les quarts du tournoi pour la première fois (6-4, 6-2). Il rencontre en demi-finale le meilleur joueur de ce début de saison, l'Italien Jannik Sinner, vainqueur de son premier Majeur à l'Open d'Australie en début d'année et qui a remporté 25 de ses 26 derniers matchs. Dans un duel acharné, il s'offre le numéro deux mondial (6-4, 3-6, 6-4) pour jouer une nouvelle finale en Masters 1000. Il ne rencontre pas de difficulté en finale, disposant du Norvégien Casper Ruud (6-1, 6-4), dixième joueur mondial, finaliste des deux derniers Roland-Garros et tombeur de Novak Djokovic en demi-finale. Il remporte alors un troisième titre en Masters 1000, le troisième à Monte-Carlo. Il réintègre le top 10 à l'issue du tournoi lors duquel il a battu trois joueurs du top 10, exploit qu'il n'avait pas réalisé depuis le Masters de fin d'année en 2019.
Il enchaîne avec le tournoi de Barcelone où il s'offre de nouvelles victoires contre l'Autrichien Sebastian Ofner (6-4, 7-5), l'Espagnol Roberto Carballés Baena (7-5, 6-3) et l'Argentin Facundo Díaz Acosta en quarts de finale lors d'un match où il passe proche de la défaite et sauve deux balles de match (4-6, 6-3, 7-68). Opposé au terrien Dušan Lajović, il renverse la situation et remporte le match (5-7, 6-4, 6-2), gagnant le droit de disputer une quatrième finale en carrière à Barcelone. Il rejoue Casper Ruud qui s'offre sa revanche de Monte-Carlo (5-7, 3-6) et remporte ainsi le plus important titre de sa carrière. Le Grec perd pour la quatrième fois en finale dans le tournoi espagnol, ne parvenant toujours pas à le remporter. Il subit quelques jours plus tard un coup d'arrêt au Masters de Madrid où il est sorti par le qualifié brésilien Thiago Monteiro, 118e joueur mondial en deux manches (4-6, 4-6) dès son entrée en lice, ce qui constitue sa pire performance dans le tournoi madrilène depuis sa première participation en 2018. Au Masters de Rome, annoncé comme un des favoris du tournoi, il a affaire à un tirage compliqué au premier tour face à l'Allemand Jan-Lennard Struff, vainqueur de son premier titre à Munich quelques semaines avant. Il bat son adversaire difficilement (61-7, 6-4, 6-4) puis écarte en deux sets le Britannique Cameron Norrie (6-2, 7-61) et l'Australien Alex de Minaur contre qui il prend sa revanche (6-1, 6-2). Dans un tournoi ouvert avec plusieurs forfaits et les défaites du numéro un Novak Djokovic et du tenant du titre Daniil Medvedev, il ne profite pas de l'opportunité et est sorti en quarts de finale par le Chilien Nicolás Jarry (6-3, 5-7, 4-6), qui n'avait jamais remporté un match à Rome et qui parvient ainsi en demi-finale d'un Masters 1000 pour la première fois de sa carrière. Comme l'année passée, il est éliminé en quarts de finale à Roland-Garros par le jeune Espagnol Carlos Alcaraz, qu'il n'a jusqu'alors jamais battu (3-6, 63-7, 4-6). Il avait profité auparavant d'un tableau relativement ouvert et battu le Hongrois Márton Fucsovics (7-67, 6-4, 6-1), l'Allemand Daniel Altmaier (6-3, 6-2, 62-7, 6-4), le Chinois Zhang Zhizhen (6-3, 6-3, 6-1) et l'Italien Matteo Arnaldi (3-6, 7-64, 6-2, 6-2), tombeur du numéro six Andrey Rublev au tour précédent.
Il participe mi-juin au tournoi de Halle et y affronte deux locaux, l'invité Henri Squire qu'il sort en deux tie-breaks et Jan-Lennard Struff qui prend sa revanche de Rome (4-6, 4-6). Au tournoi de Wimbledon, il bat le Japonais Taro Daniel (7-65, 6-4, 7-5) puis tombe dès le second tour contre le Finlandais Emil Ruusuvuori (66-7, 610-7, 6-3, 3-6).
Comme lors des deux dernières éditions, il s'incline dès le second tour au Masters du Canada, concédant une défaite surprenante contre l'ancien top 10 Kei Nishikori, retombé à la 576e place mondiale (4-6, 4-6) et enchaîne une seconde défaite au Masters de Cincinnati face au Britannique Jack Draper qui participe pour la première fois au tournoi (6-3, 4-6, 5-7). Il perd son troisième match de suite à l'US Open, contre l'Australien Thanasi Kokkinakis (65-7, 6-4, 3-6, 5-7), sa première défaite d'entrée dans un Grand Chelem depuis deux ans et un quatrième à Tokyo contre le jeune qualifié américain Alex Michelsen (6-4, 1-6, 2-6). Il retrouve la victoire au Masters de Shanghai en prenant sa revanche contre l'invité Kei Nishikori (7-66, 6-4). Il bat ensuite le Français Alexandre Müller (6-3, 7-5) puis s'incline en huitièmes de finale contre le numéro 5 mondial Daniil Medvedev (63-7, 3-6). Il s'arrête en quarts de finale à Anvers, où il sort difficilement vainqueur contre le Brésilien Thiago Seyboth Wild (7-65, 4-6, 7-5) puis échoue face au Tchèque Jiří Lehečka (4-6, 4-6) alors qu'il est tête de série numéro deux, ainsi qu'à Bâle où il vainc de nouveau avec difficulté l'Argentin Francisco Cerúndolo qui passe à deux points du match (6-3, 63-7, 7-64) et le Néerlandais Botic van de Zandschulp (7-63, 7-5), avant d'être effacé par le jeune Arthur Fils (65-7, 3-6), vainqueur du tournoi de Tokyo deux semaines plus tôt. 
Il joue son dernier tournoi de la saison au Masters de Paris-Bercy et accède aux quarts de finale du tournoi en renversant l'Espagnol Roberto Carballés Baena (4-6, 6-3, 6-3) ainsi que l'Argentin Francisco Cerúndolo (61-7, 6-4, 6-2) après avoir éliminé un autre Sud-Américain, Alejandro Tabilo (6-3, 6-4). Il cède à ce stade en deux manches contre le numéro trois mondial Alexander Zverev (5-7, 4-6), échouant pour la première fois depuis six ans à se qualifier pour le Masters de fin d'année.

### 2025.12etitreà Dubaï
Il commence l'année par une défaite d'entrée à l'Open d'Australie contre le jeune Alex Michelsen (5-7, 3-6, 6-2, 4-6), sa plus précoce dans le premier Majeur de l'année depuis ses débuts, sept saisons auparavant. Bénéficiant d'une wild-card au tournoi de Rotterdam en raison d'un retard dans l'inscription au tournoi, il sort le qualifié Harold Mayot (6-1, 7-5) puis le local Tallon Griekspoor, redoutable dans son pays natal, contre qui il sauve une balle de match (65-7, 7-66, 7-5) avant d'être surpris par un deuxième qualifié, l'Italien Mattia Bellucci (4-6, 2-6) qui avait déjà battu la veille le septième joueur mondial Daniil Medvedev, et qui accès ainsi pour la première fois au dernier carré d'un tournoi ATP. Il essuie une deuxième défaite consécutive à Doha contre le jeune Serbe Hamad Medjedović, finaliste quelques jours avant à Marseille (66-7, 7-5, 65-7).
Il joue mi-février la finale du tournoi de Dubaï, ayant sorti l'Italien Lorenzo Sonego, quart de finaliste à l'Open d'Australie (7-64, 6-3), le Russe Karen Khachanov (7-64, 2-6, 6-4) et Matteo Berrettini (7-65, 1-6, 6-4), tous les deux anciens Top 10. Bénéficiant d'un tableau ouvert, il élimine le Néerlandais Tallon Griekspoor (6-4, 6-4) pour jouer sa première finale de la saison. Il affronte pour le titre le Canadien Félix Auger-Aliassime, déjà titré deux fois en deux mois à Auckland et Montpellier. Sérieux, il s'offre son douzième titre, le premier en ATP 500 après onze finales perdues dans cette catégorie (6-3, 6-3). Comme l'année passée, il s'arrête en huitièmes de finale à Indian Wells, après avoir sorti le Brésilien Thiago Seyboth Wild (6-2, 6-4) et de nouveau Matteo Berrettini (6-3, 6-3) avant de subir la loi du Danois Holger Rune en deux sets (4-6, 4-6), puis est stoppé au troisième tour de Miami par l'Américain Sebastian Korda (64-7, 3-6), vainqueur de son premier Top 10 de l'année, après un match laborieux contre le Taïwanais Tseng Chun-hsin (4-6, 7-5, 6-3).
Tenant du titre à Monte-Carlo, il renverse difficilement l'Australien Jordan Thompson (4-6, 6-4, 6-2) puis écrase le Portugais Nuno Borges (6-1, 6-1) avant de s'incliner alors qu'il tient le match en main en quarts de finale contre l'Italien Lorenzo Musetti (6-1, 3-6, 4-6). Il sort du Top 15 à l'issue du tournoi. Finaliste les deux dernières années à Barcelone, il se montre solide contre les deux Américains Reilly Opelka (6-2, 6-2) et  Sebastian Korda (7-64, 6-4) mais abandonne après seulement deux jeux contre le jeune Arthur Fils (0-2 ab.).

## Palmarès

### Titres en simple messieurs
| 12 titres en simple | 0 G. Chelem | 0 G. Chelem | 0 G. Chelem | 0 G. Chelem | 1 Masters | 1 Masters | 1 Masters   | 1 Masters   | 3 Masters 1000 | 3 Masters 1000 | 3 Masters 1000 | 3 Masters 1000 | 1 ATP 500          | 1 ATP 500          | 1 ATP 500          | 1 ATP 500          | 7 ATP 250          | 7 ATP 250          | 7 ATP 250      | 7 ATP 250      | 0 JO           | 0 JO           | 0 JO           | 0 JO           |
| 12 titres en simple | 6 sur dur   | 6 sur dur   | 6 sur dur   | 6 sur dur   | 6 sur dur | 6 sur dur | 1 sur gazon | 1 sur gazon | 1 sur gazon    | 1 sur gazon    | 1 sur gazon    | 1 sur gazon    | 5 sur terre battue | 5 sur terre battue | 5 sur terre battue | 5 sur terre battue | 5 sur terre battue | 5 sur terre battue | 0 sur moquette | 0 sur moquette | 0 sur moquette | 0 sur moquette | 0 sur moquette | 0 sur moquette |

| No | Date       | Nom et lieu du tournoi                           | Catégorie       | Dotation    | Surface      | Finaliste                   | Score                |          |
| -- | ---------- | ------------------------------------------------ | --------------- | ----------- | ------------ | --------------------------- | -------------------- | -------- |
| 1  | 15-10-2018 | Intrum Stockholm Open, Stockholm                 | ATP 250         | 612 755 €   | Dur (int.)   | Ernests Gulbis              | 6-4, 6-4             | Parcours |
| -  | 06-11-2018 | Next Gen ATP Finals, Milan                       | Next Gen Finals | 1 275 000 $ | Dur (int.)   | Alex de Minaur              | 2-4, 4-1, 4-33, 4-33 | Parcours |
| 2  | 18-02-2019 | Open 13 Provence, Marseille                      | ATP 250         | 668 485 €   | Dur (int.)   | Mikhail Kukushkin           | 7-5, 7-65            | Parcours |
| 3  | 29-04-2019 | Millenium Estoril Open, Estoril                  | ATP 250         | 524 340 €   | Terre (ext.) | Pablo Cuevas                | 6-3, 7-64            | Parcours |
| 4  | 10-11-2019 | Nitto ATP Finals, Londres                        | Masters         | 9 000 000 $ | Dur (int.)   | Dominic Thiem               | 6-7, 6-2, 7-64       | Parcours |
| 5  | 17-02-2020 | Open 13 Provence, Marseille                      | ATP 250         | 691 880 €   | Dur (int.)   | Félix Auger-Aliassime       | 6-3, 6-4             | Parcours |
| 6  | 11-04-2021 | Rolex Monte-Carlo Masters, Monte-Carlo           | Masters 1000    | 2 082 960 € | Terre (ext.) | Andrey Rublev               | 6-3, 6-3             | Parcours |
| 7  | 17-05-2021 | Open Parc Auvergne-Rhône-Alpes Lyon, Lyon        | ATP 250         | 419 470 €   | Terre (ext.) | Cameron Norrie              | 6-3, 6-3             | Parcours |
| 8  | 10-04-2022 | Rolex Monte-Carlo Masters, Monte-Carlo           | Masters 1000    | 5 415 410 € | Terre (ext.) | Alejandro Davidovich Fokina | 6-3, 7-63            | Parcours |
| 9  | 19-06-2022 | Mallorca Championships, Majorque                 | ATP 250         | 886 500 €   | Gazon (ext.) | Roberto Bautista-Agut       | 6-4, 3-6, 7-62       | Parcours |
| 10 | 31-07-2023 | Mifel Tennis Open by Telcel Oppo, Cabo San Lucas | ATP 250         | 852 480 $   | Dur (ext.)   | Alex de Minaur              | 6-3, 6-4             | Parcours |
| 11 | 07-04-2024 | Rolex Monte-Carlo Masters, Monte-Carlo           | Masters 1000    | 5 950 575 € | Terre (ext.) | Casper Ruud                 | 6-1, 6-4             | Parcours |
| 12 | 24-02-2025 | Dubai Duty Free Tennis Championships, Dubaï      | ATP 500         | 3 237 670 $ | Dur (ext.)   | Félix Auger-Aliassime       | 6-3, 6-3             | Parcours |

### Finales en simple messieurs
| No | Date       | Nom et lieu du tournoi                         | Catégorie    | Dotation       | Surface      | Vainqueur             | Score                   |          |
| -- | ---------- | ---------------------------------------------- | ------------ | -------------- | ------------ | --------------------- | ----------------------- | -------- |
| 1  | 23-04-2018 | Barcelona Open Banc Sabadell, Barcelone        | ATP 500      | 2 510 900 €    | Terre (ext.) | Rafael Nadal          | 6-2, 6-1                | Parcours |
| 2  | 06-08-2018 | Rogers Cup presented by National Bank, Toronto | Masters 1000 | 5 315 025 $    | Dur (ext.)   | Rafael Nadal          | 6-2, 7-64               | Parcours |
| 3  | 25-02-2019 | Dubai Duty Free Tennis Championships, Dubaï    | ATP 500      | 2 736 845 $    | Dur (ext.)   | Roger Federer         | 6-4, 6-4                | Parcours |
| 4  | 05-05-2019 | Mutua Madrid Open, Madrid                      | Masters 1000 | 6 536 160 €    | Terre (ext.) | Novak Djokovic        | 6-3, 6-4                | Parcours |
| 5  | 30-09-2019 | China Open, Pékin                              | ATP 500      | 3 515 225 $    | Dur (ext.)   | Dominic Thiem         | 3-6, 6-4, 6-1           | Parcours |
| 6  | 24-02-2020 | Dubai Duty Free Tennis Championships, Dubaï    | ATP 500      | 2 794 840 $    | Dur (ext.)   | Novak Djokovic        | 6-3, 6-4                | Parcours |
| 7  | 21-09-2020 | Hamburg European Open, Hambourg                | ATP 500      | 1 062 520 €    | Terre (ext.) | Andrey Rublev         | 6-4, 3-6, 7-5           | Parcours |
| 8  | 15-03-2021 | Abierto Mexicano Telcel por HSBC, Acapulco     | ATP 500      | 1 053 910 $    | Dur (ext.)   | Alexander Zverev      | 6-4, 7-64               | Parcours |
| 9  | 19-04-2021 | Barcelona Open Banc Sabadell, Barcelone        | ATP 500      | 1 565 480 €    | Terre (ext.) | Rafael Nadal          | 6-4, 66-7, 7-5          | Parcours |
| 10 | 30-05-2021 | Roland-Garros, Paris                           | G. Chelem    | 34 367 215 €   | Terre (ext.) | Novak Djokovic        | 6-7, 2-6, 6-3, 6-2, 6-4 | Parcours |
| 11 | 07-02-2022 | ABN Amro World Tennis Tournament, Rotterdam    | ATP 500      | 1 208 315 €    | Dur (int.)   | Félix Auger-Aliassime | 6-4, 6-2                | Parcours |
| 12 | 08-05-2022 | Internazionali BNL d'Italia, Rome              | Masters 1000 | 5 415 410 €    | Terre (ext.) | Novak Djokovic        | 6-0, 7-65               | Parcours |
| 13 | 14-08-2022 | Western & Southern Open, Cincinnati            | Masters 1000 | 6 280 880 $    | Dur (ext.)   | Borna Ćorić           | 7-60, 6-2               | Parcours |
| 14 | 03-10-2022 | Astana Open, Astana                            | ATP 500      | 1 900 000 $    | Dur (int.)   | Novak Djokovic        | 6-3, 6-4                | Parcours |
| 15 | 17-10-2022 | Stockholm Open, Stockholm                      | ATP 250      | 648 130 €      | Dur (int.)   | Holger Rune           | 6-4, 6-4                | Parcours |
| 16 | 16-01-2023 | Australian Open, Melbourne                     | G. Chelem    | 34 848 000 AU$ | Dur (ext.)   | Novak Djokovic        | 6-3, 7-64, 7-65         | Parcours |
| 17 | 17-04-2023 | Barcelona Open Banc Sabadell, Barcelone        | ATP 500      | 2 722 480 €    | Terre (ext.) | Carlos Alcaraz        | 6-3, 6-4                | Parcours |
| 18 | 15-04-2024 | Barcelona Open Banc Sabadell, Barcelone        | ATP 500      | 2 782 960 €    | Terre (ext.) | Casper Ruud           | 7-5, 6-3                | Parcours |

### Titres en double messieurs
| No | Date       | Nom et lieu du tournoi                               | Catégorie | Dotation    | Surface    | Partenaire       | Finalistes                        | Score             |          |
| -- | ---------- | ---------------------------------------------------- | --------- | ----------- | ---------- | ---------------- | --------------------------------- | ----------------- | -------- |
| 1  | 21-02-2022 | Abierto Mexicano Telcel presentado por HSBC Acapulco | ATP 500   | 1 678 065 $ | Dur (ext.) | Feliciano López  | Marcelo Arévalo Jean-Julien Rojer | 7-5, 6-4          | Parcours |
| 2  | 16-10-2023 | European Open Anvers                                 | ATP 250   | 673 630 €   | Dur (int.) | Pétros Tsitsipás | Ariel Behar Adam Pavlásek         | 65-7, 6-4, [10-8] | Parcours |

### Finale en double messieurs
| No | Date       | Nom et lieu du tournoi             | Catégorie    | Dotation    | Surface    | Vainqueurs           | Partenaire     | Score     |          |
| -- | ---------- | ---------------------------------- | ------------ | ----------- | ---------- | -------------------- | -------------- | --------- | -------- |
| 1  | 20-03-2019 | Miami Open presented by Itaú Miami | Masters 1000 | 8 359 455 $ | Dur (ext.) | Bob Bryan Mike Bryan | Wesley Koolhof | 7-5, 7-68 | Parcours |

## Parcours dans les tournois duGrand Chelem

### Finales (2)
| Année | Tournoi          | Adversaire en finale | Score                    |
| 2021  | Roland-Garros    | Novak Djokovic       | 7-66, 6-2, 3-6, 2-6, 4-6 |
| 2023  | Open d'Australie | Novak Djokovic       | 3-6, 64-7, 65-7          |

### En simple
| Année | Open d'Australie | Open d'Australie | Internationaux de France | Internationaux de France | Wimbledon       | Wimbledon           | US Open         | US Open            |
| ----- | ---------------- | ---------------- | ------------------------ | ------------------------ | --------------- | ------------------- | --------------- | ------------------ |
| 2017  | —                | —                | 1er tour (1/64)          | Ivo Karlović             | 1er tour (1/64) | Dušan Lajović       | —               | —                  |
| 2018  | 1er tour (1/64)  | Denis Shapovalov | 2e tour (1/32)           | Dominic Thiem            | 1/8 de finale   | John Isner          | 2e tour (1/32)  | Daniil Medvedev    |
| 2019  | 1/2 finale       | Rafael Nadal     | 1/8 de finale            | S. Wawrinka              | 1er tour (1/64) | Thomas Fabbiano     | 1er tour (1/64) | Andrey Rublev      |
| 2020  | 3e tour (1/16)   | Milos Raonic     | 1/2 finale               | Novak Djokovic           | Annulé          | Annulé              | 3e tour (1/16)  | Borna Ćorić        |
| 2021  | 1/2 finale       | Daniil Medvedev  | Finale                   | Novak Djokovic           | 1er tour (1/64) | Frances Tiafoe      | 3e tour (1/16)  | Carlos Alcaraz     |
| 2022  | 1/2 finale       | Daniil Medvedev  | 1/8 de finale            | Holger Rune              | 3e tour (1/16)  | Nick Kyrgios        | 1er tour (1/64) | Daniel Elahi Galán |
| 2023  | Finale           | Novak Djokovic   | 1/4 de finale            | Carlos Alcaraz           | 1/8 de finale   | Christopher Eubanks | 2e tour (1/32)  | Dominic Stricker   |
| 2024  | 1/8 de finale    | Taylor Fritz     | 1/4 de finale            | Carlos Alcaraz           | 2e tour (1/32)  | Emil Ruusuvuori     | 1er tour (1/64) | Thanasi Kokkinakis |
| 2025  | 1er tour (1/64)  | Alex Michelsen   | 2e tour (1/32)           | Matteo Gigante           | 1er tour (1/64) | Valentin Royer      |                 |                    |

N.B. : à droite du résultat se trouve le nom de l'ultime adversaire.

### En double messieurs
| Année | Open d'Australie                                                                             | Open d'Australie                                                                     | Internationaux de France                                                                | Internationaux de France                                                                 | Wimbledon                                                                              | Wimbledon                                                                                  | US Open                                                                             | US Open |
| ----- | -------------------------------------------------------------------------------------------- | ------------------------------------------------------------------------------------ | --------------------------------------------------------------------------------------- | ---------------------------------------------------------------------------------------- | -------------------------------------------------------------------------------------- | ------------------------------------------------------------------------------------------ | ----------------------------------------------------------------------------------- | ------- |
| 2018  | —                                                                                            | —                                                                                    | —                                                                                       | —                                                                                        | 1er tour (1/32) Marius Copil \|\| style="text-align:left;" \| M. Demoliner S. González | 2e tour (1/16) Dušan Lajović \|\| style="text-align:left;" \| Dominic Inglot Franko Škugor |                                                                                     |         |
|       |                                                                                              |                                                                                      |                                                                                         |                                                                                          |                                                                                        |                                                                                            |                                                                                     |         |
| 2021  | 1er tour (1/32) P. Tsitsipás \|\| style="text-align:left;" \| M. McDonald Tommy Paul         | —                                                                                    | —                                                                                       | 1er tour (1/32) P. Tsitsipás \|\| style="text-align:left;" \| Jaume Munar Cameron Norrie | —                                                                                      | —                                                                                          |                                                                                     |         |
| 2022  | —                                                                                            | —                                                                                    | —                                                                                       | —                                                                                        | —                                                                                      | —                                                                                          | 1er tour (1/32) P. Tsitsipás \|\| style="text-align:left;" \| C. Eubanks B. Shelton |         |
| 2023  | 2e tour (1/16) P. Tsitsipás \|\| style="text-align:left;" \| W. Koolhof N. Skupski           | 1er tour (1/32) P. Tsitsipás \|\| style="text-align:left;" \| M. Arévalo J.-J. Rojer | 1er tour (1/32) P. Tsitsipás \|\| style="text-align:left;" \| Arthur Fils L. Van Assche | 2e tour (1/16) P. Tsitsipás \|\| style="text-align:left;" \| Ivan Dodig A. Krajicek      |                                                                                        |                                                                                            |                                                                                     |         |
| 2024  | 1er tour (1/32) P. Tsitsipás \|\| style="text-align:left;" \| D. Altmaier M. Á. Reyes-Varela | 1/4 de finale P. Tsitsipás \|\| style="text-align:left;" \| M. Arévalo M. Pavić      | 1er tour (1/32) P. Tsitsipás \|\| style="text-align:left;" \| M. González A. Molteni    | —                                                                                        | —                                                                                      |                                                                                            |                                                                                     |         |

N.B. : le nom du partenaire se trouve sous le résultat ; les noms des ultimes adversaires se trouvent à droite.

### En double mixte
| Année | Open d'Australie | Open d'Australie | Internationaux de France | Internationaux de France | Wimbledon | Wimbledon | US Open                                                                         | US Open |
| ----- | ---------------- | ---------------- | ------------------------ | ------------------------ | --------- | --------- | ------------------------------------------------------------------------------- | ------- |
| 2024  | —                | —                | —                        | —                        | —         | —         | 1er tour (1/16) P. Badosa \|\| style="text-align:left;" \| G. Olmos S. González |         |

N.B. : le nom du partenaire se trouve sous le résultat ; les noms des ultimes adversaires se trouvent à droite.

## Parcours auMasters
| Année | Lieu    | Résultat    | Tour                  | Adversaires                                                               | Victoire / Défaite        | Scores                                                    |
| ----- | ------- | ----------- | --------------------- | ------------------------------------------------------------------------- | ------------------------- | --------------------------------------------------------- |
| 2019  | Londres | Vainqueur   | RR Demi-finale Finale | Daniil Medvedev Alexander Zverev Rafael Nadal Roger Federer Dominic Thiem | Victoire Défaite Victoire | 7-65, 6-4 6-3, 6-2 7-64, 4-6, 5-7 6-3, 6-4 6-7, 6-2, 7-64 |
| 2020  | Londres | Round Robin | RR                    | Dominic Thiem Andrey Rublev Rafael Nadal                                  | Défaite Victoire Défaite  | 65-7, 6-4, 3-6 6-1, 4-6, 7-66 4-6, 6-4, 2-6               |
| 2021  | Turin   | Round Robin | RR                    | Andrey Rublev                                                             | Défaite                   | 4-6, 4-6                                                  |
| 2022  | Turin   | Round Robin | RR                    | Novak Djokovic Daniil Medvedev Andrey Rublev                              | Défaite Victoire Défaite  | 4-6, 64-7 6-3, 611-7, 7-61 6-3, 3-6, 2-6                  |
| 2023  | Turin   | Round Robin | RR                    | Jannik Sinner Holger Rune                                                 | Défaite                   | 4-6, 4-6 1-2 ab.                                          |

## Parcours dans lesMasters 1000
| Année | Indian Wells                  | Miami                       | Monte-Carlo               | Madrid                     | Rome                      | Canada               | Cincinnati               | Shanghai                  | Paris                     |
| ----- | ----------------------------- | --------------------------- | ------------------------- | -------------------------- | ------------------------- | -------------------- | ------------------------ | ------------------------- | ------------------------- |
| 2017  | —                             | —                           | —                         | —                          | —                         | —                    | —                        | 2e tour J. Isner          | —                         |
| 2018  | 2e tour D. Thiem              | 1er tour D. Medvedev        | 2e tour D. Goffin         | 1er tour E. Donskoy        | 2e tour J. M. del Potro   | Finale R. Nadal      | 1er tour D. Goffin       | 1/8 de finale K. Anderson | 2e tour D. Džumhur        |
| 2019  | 2e tour F. Auger              | 1/8 de finale D. Shapovalov | 1/8 de finale D. Medvedev | Finale N. Djokovic         | 1/2 finale R. Nadal       | 2e tour H. Hurkacz   | 2e tour J.-L. Struff     | 1/2 finale D. Medvedev    | 1/4 de finale N. Djokovic |
| 2020  | n.o.                          | n.o.                        | n.o.                      | n.o.                       | 2e tour J. Sinner         | n.o.                 | 1/2 finale M. Raonic     | n.o.                      | 2e tour U. Humbert        |
| 2021  | 1/4 de finale N. Basilashvili | 1/4 de finale H. Hurkacz    | Victoire A. Rublev        | 1/8 de finale C. Ruud      | 1/4 de finale N. Djokovic | 1/2 finale R. Opelka | 1/2 finale A. Zverev     | n.o.                      | 2e tour A. Popyrin        |
| 2022  | 3e tour J. Brooksby           | 1/8 de finale C. Alcaraz    | Victoire A. Davidovich    | 1/2 finale A. Zverev       | Finale N. Djokovic        | 2e tour J. Draper    | Finale B. Ćorić          | n.o.                      | 1/2 finale N. Djokovic    |
| 2023  | 2e tour J. Thompson           | 1/8 de finale K. Khachanov  | 1/4 de finale T. Fritz    | 1/4 de finale J.-L. Struff | 1/2 finale D. Medvedev    | 2e tour G. Monfils   | 1/8 de finale H. Hurkacz | 3e tour U. Humbert        | 1/2 finale G. Dimitrov    |
| 2024  | 1/8 de finale J. Lehečka      | 2e tour D. Shapovalov       | Victoire C. Ruud          | 2e tour T. Monteiro        | 1/4 de finale N. Jarry    | 2e tour K. Nishikori | 2e tour J. Draper        | 1/8 de finale D. Medvedev | 1/4 de finale A. Zverev   |
| 2025  | 1/8 de finale H. Rune         | 3e tour S. Korda            | 1/4 de finale L. Musetti  | 3e tour L. Musetti         | 3e tour A. Fils           | 2e tour C. O'Connell | 3e tour B. Bonzi         |                           |                           |

N.B. : sous le résultat se trouve le nom de l’ultime adversaire.

## Parcours auxJeux olympiques

### En simple messieurs
| # | Date       | Nom de l'olympiade         | Surface             | Résultat      | Ultime adversaire | Score          |          |
| - | ---------- | -------------------------- | ------------------- | ------------- | ----------------- | -------------- | -------- |
| 1 | 24/07/2021 | Olympic Tennis Event Tokyo | Dur (ext.)          | 1/8 de finale | Ugo Humbert       | 2-6, 7-64, 6-2 | Parcours |
| 2 | 27/07/2024 | Olympic Tennis Event Paris | Terre battue (ext.) | 1/4 de finale | Novak Djokovic    | 6-3, 7-63      | Parcours |

### En double messieurs
| # | Date       | Nom de l'olympiade         | Surface             | Résultat        | Partenaire       | Ultimes adversaires          | Score             |          |
| - | ---------- | -------------------------- | ------------------- | --------------- | ---------------- | ---------------------------- | ----------------- | -------- |
| 1 | 27/07/2024 | Olympic Tennis Event Paris | Terre battue (ext.) | 1er tour (1/16) | Pétros Tsitsipás | Nuno Borges Francisco Cabral | 6-3, 3-6, [12-10] | Parcours |

### En double mixte
| # | Date       | Nom de l'olympiade         | Surface             | Résultat       | Partenaire    | Ultimes adversaires         | Score            |          |
| - | ---------- | -------------------------- | ------------------- | -------------- | ------------- | --------------------------- | ---------------- | -------- |
| 1 | 24/07/2021 | Olympic Tennis Event Tokyo | Dur (ext.)          | 1/4 de finale  | María Sákkari | Ashleigh Barty John Peers   | 6-4, 4-6, [10-6] | Parcours |
| 2 | 27/07/2024 | Olympic Tennis Event Paris | Terre battue (ext.) | 1er tour (1/8) | María Sákkari | Demi Schuurs Wesley Koolhof | 6-4, 7-63        | Parcours |

## Confrontations avec ses principaux adversaires
Confrontations lors des différents tournois ATP et en Coupe Davis avec ses principaux adversaires (6 confrontations minimum et avoir été membre du top 10). Classement par pourcentage de victoires. Situation au 26 mai 2025 :
| Joueur                | Meilleur classement | Confrontations | Victoires | Défaites | Pourcentage de victoires | Dernière confrontation                                   |
| --------------------- | ------------------- | -------------- | --------- | -------- | ------------------------ | -------------------------------------------------------- |
| Carlos Alcaraz        | 1                   | 6              | 0         | 6        | 0                        | défaite (3-6, 63-7, 4-6) à Roland-Garros 2024            |
| Novak Djokovic        | 1                   | 14             | 2         | 12       | 14,3                     | défaite (3-6, 63-7) aux Jeux olympiques 2024             |
| Rafael Nadal          | 1                   | 9              | 2         | 7        | 22,2                     | défaite (4-6, 7-66, 5-7) au tournoi de Barcelone 2021    |
| Daniil Medvedev       | 1                   | 14             | 4         | 10       | 28,6                     | défaite (63-7, 3-6) au Masters de Shanghai 2024          |
| Denis Shapovalov      | 10                  | 6              | 2         | 4        | 33,3                     | défaite (2-6, 4-6) au Masters de Miami 2024              |
| Andrey Rublev         | 5                   | 11             | 6         | 5        | 54,5                     | défaite (6-4, 3-6, 2-6) au Masters 2022                  |
| Dominic Thiem         | 3                   | 11             | 6         | 5        | 54,5                     | victoire (7-65, 6-4) au tournoi de Vienne 2023           |
| Alexander Zverev      | 2                   | 16             | 10        | 6        | 62,5                     | défaite (5-7, 4-6) au Masters de Paris-Bercy 2024        |
| Jannik Sinner         | 1                   | 9              | 6         | 3        | 66,7                     | victoire (6-4, 3-6, 6-4) au Masters de Monte-Carlo 2024  |
| Félix Auger-Aliassime | 6                   | 10             | 7         | 3        | 70                       | victoire (6-3, 6-3) au tournoi de Dubaï 2025             |
| Hubert Hurkacz        | 6                   | 10             | 7         | 3        | 70                       | défaite (3-6, 4-6) au Masters de Cincinnati 2023         |
| David Goffin          | 7                   | 7              | 5         | 2        | 71,4                     | victoire (6-3, 6-2) à l'United Cup 2023                  |
| John Isner            | 8                   | 7              | 5         | 2        | 71,4                     | victoire (7-65, 5-7, 6-3) au Masters de Cincinnati 2022  |
| Lorenzo Musetti       | 6                   | 7              | 5         | 2        | 71,4                     | défaite (5-7, 63-7) au Masters de Madrid 2025            |
| Diego Schwartzman     | 8                   | 7              | 5         | 2        | 71,4                     | victoire (6-2, 6-2, 6-3) à Roland-Garros 2023            |
| Grigor Dimitrov       | 3                   | 8              | 6         | 2        | 75                       | défaite (3-6, 7-61, 63-7) au Masters de Paris-Bercy 2023 |
| Matteo Berrettini     | 6                   | 6              | 5         | 1        | 83,3                     | victoire (6-3, 6-3) au Masters d'Indian Wells 2025       |
| Karen Khachanov       | 8                   | 10             | 9         | 1        | 90                       | victoire (7-64, 2-6, 6-4) au tournoi de Dubaï 2025       |
| Alex de Minaur        | 6                   | 11             | 10        | 1        | 90,9                     | victoire (6-1, 6-2) au Masters de Rome 2024              |

Ce bilan ne prend pas en compte les confrontations en qualifications, en Challenger, Futures, ou durant le parcours junior des joueurs :
- Victoire contre Alex de Minaur en Finale du Next Generation ATP Finals 2018 (2-4, 4-1, 4-33, 4-33).

## Victoires sur le top 10
Toutes ses victoires sur des joueurs classés dans le top 10 de l'ATP lors de la rencontre.
| Légende               |
| Grand Chelem          |
| Masters               |
| Jeux olympiques       |
| Masters 1000          |
| ATP 500               |
| ATP 250               |
| Coupe Davis / ATP Cup |

| #  | S.T.   | Tournoi          | Année | Surface      | Adversaire        | Rang  | Tour   | Score                    |
| -- | ------ | ---------------- | ----- | ------------ | ----------------- | ----- | ------ | ------------------------ |
| 1  | no 122 | Anvers           | 2017  | Dur (int.)   | David Goffin      | no 10 | 1/4    | 2-6, 7-61, 7-64          |
| 2  | no 63  | Barcelone        | 2018  | Terre battue | Dominic Thiem     | no 7  | 1/4    | 6-3, 6-2                 |
| 3  | no 44  | Estoril          | 2018  | Terre battue | Kevin Anderson    | no 8  | 1/8    | 63-7, 6-3, 6-3           |
| 4  | no 27  | Toronto          | 2018  | Dur          | Dominic Thiem     | no 8  | 1/16   | 6-3, 7-66                |
| 5  | no 27  | Toronto          | 2018  | Dur          | Novak Djokovic    | no 10 | 1/8    | 6-3, 65-7, 6-3           |
| 6  | no 27  | Toronto          | 2018  | Dur          | Alexander Zverev  | no 3  | 1/4    | 3-6, 7-611, 6-4          |
| 7  | no 27  | Toronto          | 2018  | Dur          | Kevin Anderson    | no 6  | 1/2    | 64-7, 6-4, 7-67          |
| 8  | no 15  | Open d'Australie | 2019  | Dur          | Roger Federer     | no 3  | 1/8    | 611-7, 7-63, 7-5, 7-65   |
| 9  | no 8   | Madrid           | 2019  | Terre battue | Alexander Zverev  | no 4  | 1/4    | 7-5, 3-6, 6-2            |
| 10 | no 8   | Madrid           | 2019  | Terre battue | Rafael Nadal      | no 2  | 1/2    | 6-4, 2-6, 6-3            |
| 11 | no 7   | Pékin            | 2019  | Dur          | Alexander Zverev  | no 6  | 1/2    | 7-66, 6-4                |
| 12 | no 7   | Shanghai         | 2019  | Dur          | Novak Djokovic    | no 1  | 1/4    | 3-6, 7-5, 6-3            |
| 13 | no 6   | Masters          | 2019  | Dur (int.)   | Daniil Medvedev   | no 4  | Poules | 7-65, 6-4                |
| 14 | no 6   | Masters          | 2019  | Dur (int.)   | Alexander Zverev  | no 7  | Poules | 6-3, 6-2                 |
| 15 | no 6   | Masters          | 2019  | Dur (int.)   | Roger Federer     | no 3  | 1/2    | 6-3, 6-4                 |
| 16 | no 6   | Masters          | 2019  | Dur (int.)   | Dominic Thiem     | no 5  | Finale | 6-7, 6-2, 7-64           |
| 17 | no 6   | ATP Cup          | 2020  | Dur          | Alexander Zverev  | no 7  | Poules | 6-1, 6-4                 |
| 18 | no 6   | Masters          | 2020  | Dur (int.)   | Andrey Rublev     | no 8  | Poules | 6-1, 4-6, 7-66           |
| 19 | no 6   | Open d'Australie | 2021  | Dur          | Rafael Nadal      | no 2  | 1/4    | 3-6, 2-6, 7-64, 6-4, 7-5 |
| 20 | no 5   | Monte-Carlo      | 2021  | Terre battue | Andrey Rublev     | no 8  | Finale | 6-3, 6-3                 |
| 21 | no 5   | Rome             | 2021  | Terre battue | Matteo Berrettini | no 9  | 1/8    | 7-63, 6-2                |
| 22 | no 5   | Roland-Garros    | 2021  | Terre battue | Daniil Medvedev   | no 2  | 1/4    | 6-3, 7-63, 7-5           |
| 23 | no 5   | Roland-Garros    | 2021  | Terre battue | Alexander Zverev  | no 6  | 1/2    | 6-3, 6-3, 4-6, 4-6, 6-3  |
| 24 | no 4   | Open d'Australie | 2022  | Dur          | Jannik Sinner     | no 10 | 1/4    | 6-3, 6-4, 6-2            |
| 25 | no 5   | Monte-Carlo      | 2022  | Terre battue | Alexander Zverev  | no 3  | 1/2    | 6-4, 6-2                 |
| 26 | no 5   | Madrid           | 2022  | Terre battue | Andrey Rublev     | no 8  | 1/4    | 6-3, 2-6, 6-4            |
| 27 | no 5   | Rome             | 2022  | Terre battue | Alexander Zverev  | no 3  | 1/2    | 4-6, 6-3, 6-3            |
| 28 | no 7   | Cincinnati       | 2022  | Dur          | Daniil Medvedev   | no 1  | 1/2    | 7-66, 3-6, 6-3           |
| 29 | no 6   | Astana           | 2022  | Dur (int.)   | Hubert Hurkacz    | no 10 | 1/4    | 7-68, 6-3                |
| 30 | no 6   | Astana           | 2022  | Dur (int.)   | Andrey Rublev     | no 9  | 1/2    | 4-6, 6-4, 6-3            |
| 31 | no 3   | Masters          | 2022  | Dur (int.)   | Daniil Medvedev   | no 5  | Poules | 6-3, 611-7, 7-61         |
| 32 | no 6   | Paris-Bercy      | 2023  | Dur (int.)   | Alexander Zverev  | no 9  | 1/8    | 7-62, 6-4                |
| 33 | no 12  | Monte-Carlo      | 2024  | Terre battue | Alexander Zverev  | no 5  | 1/8    | 7-5, 7-63                |
| 34 | no 12  | Monte-Carlo      | 2024  | Terre battue | Jannik Sinner     | no 2  | 1/2    | 6-4, 3-6, 6-4            |
| 35 | no 12  | Monte-Carlo      | 2024  | Terre battue | Casper Ruud       | no 10 | Finale | 6-1, 6-4                 |

## Classements ATP en fin de saison
| Année          | 2013 | 2014 | 2015 | 2016 | 2017 | 2018 | 2019 | 2020 | 2021 | 2022 | 2023 | 2024 |
| Rang en simple | 2015 | 1271 | 572  | 209  | 91   | 15   | 6    | 6    | 4    | 4    | 6    | 11   |
| Rang en double | –    | 1686 | 503  | 364  | 565  | 223  | 85   | 101  | 129  | 73   | 113  | 160  |

Source : (en) Classements de Stéfanos Tsitsipás sur le site officiel de la Fédération internationale de tennis